# Storia dei Chicago Bears

Il logo dei Chicago Bears.

I Chicago Bears sono un club di football americano professionistico nato nel 1920 come membro fondatore della National Football League con sede a Chicago. Questa voce approfondisce la storia della franchigia dalla fondazione ad oggi.

## Primi anni: creazione della lega e dominio dei Bears (1920-1946)
L'organizzazione che sarebbe divenuta i Chicago Bears, i Decatur Staleys, fu inizialmente creata da A.E. Staley, proprietario di una fabbrica di amido a Decatur, nel 1919 come squadra aziendale. Questo era un inizio tipico per diverse franchigie del football professionistico. La Staley reclutò George Halas ed Edward "Dutch" Sternaman nel 1920 per dirigere la squadra, di cui assunsero il controllo completo nel 1921. Tuttavia, i registri ufficiali della squadra e della lega citano Halas come fondatore quando prese in mano la squadra 1920, anno in cui divenne una dei membri fondatori della NFL.
Il 17 settembre 1920 i rappresentanti di tredici squadre, inclusa quella di Halas, si incontrarono a Canton, in Ohio, per creare una nuova lega di football. Per le vendite dei biglietti e la volontà di incoronare subito un campione, formarono la American Professional Football Association. Il 3 ottobre 1920 gli Staleys giocarono la loro prima partita nella NFL.

### I Decatur Staleys
George Halas, allora giocatore/allenatore dei Decatur Staleys di A.E. Staley, fu tra i protagonisti di quell'incontro, che fece nascere quella che oggi è la NFL. Nella loro prima stagione come parte della Association, gli Staleys vinsero dieci partite, in cui gli avversari non segnarono alcun punto, ma persero la prima finale della lega per mano degli Akron Pros, che terminarono la stagione con un record da imbattuti di 8–0–3. Non ci fu un calendario ufficiale nella stagione 1920 e ciò spiega il diverso numero di partite disputate dalle squadre.
Gli Staleys e i Racine Cardinals vinsero una gara a testa nelle loro due sfide della stagione 1920, entrambe quando giocavano in casa. Nella vittoria dei Cardinals per 7–6 sugli Staleys nel loro primo incontro della stagione, entrambe le squadre segnarono un touchdown dopo un fumble recuperato, con gli Staleys che fallirono il loro tentativo di extra point. Gli Staleys di George Halas nel 1920 terminarono con un record di 10–1–2. Quell'anno gli Akron Pros furono proclamati i primi campioni dopo un pareggio per 0-0 nell'ultima gara della stagione contro i Decatur Staleys. Dal momento che i Racine (Chicago) Cardinals avevano battuto in precedenza gli Staleys, ai Pros era sufficiente un pareggio per vincere il titolo.

### Primi anni a Chicago
Gli Staleys si trasferirono da Decatur a Chicago nel 1921. Halas, a cui furono pagati 5.000 dollari da Staley per mantenere il nome Staleys per un'altra stagione, avallò il trasferimento. Nella stagione 1921, i Chicago Staleys finirono al primo posto nella lega, vincendo il loro primo titolo di campioni.

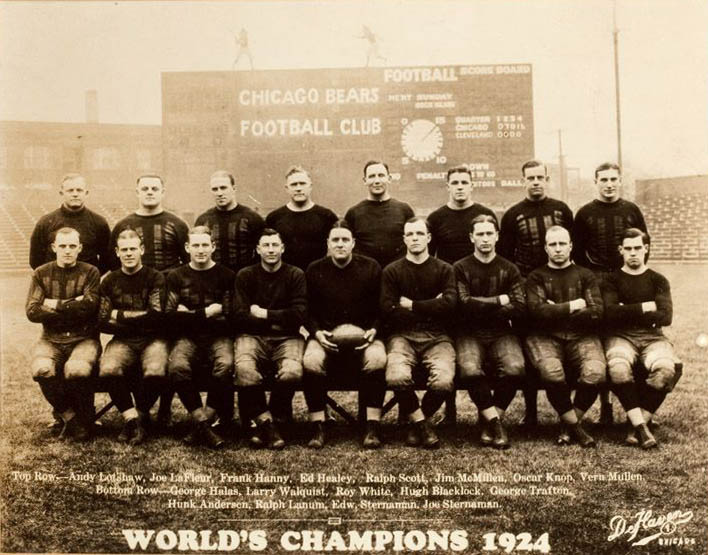
La squadra del 1924.

Nel 1922, Halas cambiò il nome in Bears per riflettere l'affinità coi Chicago Cubs (Cub significa "cucciolo d'orso), la squadra che li ospitava al Wrigley Field. Nel corso degli anni immediatamente successivi, i Bears furono costantemente una delle migliori squadre della NFL, ma non riuscirono mai a conquistare il titolo perché la lega non adottava ancora un sistema di play-off. Adottava invece una controversa forma di calendario che portava a risultati non trasparenti e a campioni altrettanto controversi. Uno degli avvenimenti principali del decennio fu la firma da parte di George Halas di Red Grange per 100.000 dollari nel 1925. In quegli anni, il football professionistico era visto negativamente dagli americani, la maggior parte dei quali amava il college football che vedeva come uno sport più puro. Halas, tuttavia, portò i Bears in una tournée da 17 partite per l'America per mettere in mostra Grange. Il tour iniziò il Giorno del Ringraziamento al Wrigley Field contro i Chicago Cardinals che tennero il "Galloping Ghost" (il soprannome di Grange) a sole 36 yard corse nel suo debutto professionistico, mentre il risultato finale fu un pareggio per 0-0. Tuttavia, mentre il tour continuò fino al 31 gennaio, i Bears terminarono con un notevole record di 11–4–2.

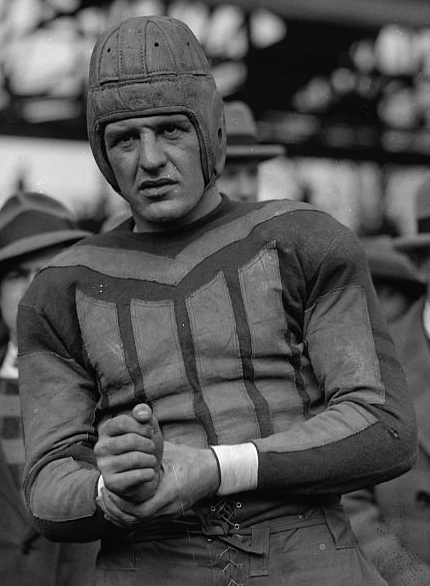
Red Grange arrivò ai Bears nel 1925 e fu la prima stella della squadra.

Questo tour impressionò molti americani e si rivelò importante anche per molte franchigie oberate dai debiti come i New York Giants. Grange lasciò i Bears dopo una disputa contrattuale nel 1926 e formò una propria lega, la prima incarnazione della American Football League. Questa fallì dopo una stagione e i New York Yankees di Grange furono ammessi nella NFL. Grange si infortunò al ginocchio nella prima partita contro i Bears del 1927 e fu costretto a perdere tutta la stagione 1928. Fece ritorno a Chicago nel 1929 ma i Bears conclusero il decennio con una stagione con un bilancio negativo. Halas si ritirò da allenatore e giocatore dei Bears e nominò Ralph Jones come suo successore.

### Gli anni trenta
I Bears degli anni trenta furono ricordati per l'agguerrita coppia formata da Bronko Nagurski e Red Grange, che portò la squadra a quattro finali di campionato e alla vittoria di due titoli.
Dopo avere terminato la stagione 1930 con un record di 9–4–1, i Bears e i Cardinals disputarono la prima gara di football al coperto il 15 dicembre al Chicago Stadium in un evento di beneficenza per raccogliere fondi per le vittime della Grande depressione. A causa della limitata grandezza dell'arena, il campo di gioco fu lungo solamente 80 yard. I Bears batterono i loro rivali cittadini per 9–7. Nella stagione 1932, i Bears e i Portsmouth Spartans si classificarono pari al primo posto della lega. Le squadre giocarono la prima gara non ufficiale di playoff della storia, tenutasi il 18 al Chicago Stadium. I Bears vinsero per 9–0 e conquistarono il campionato NFL davanti a 11.198 tifosi.
Il successo di quella partita spinse la NFL a cambiare diverse regole per la stagione 1933, inclusa la divisione della lega in due division in base all'appartenenza geografica e la creazione ufficiale di una finale per determinare il campione.
Nel 1933 George Halas tornò ad allenare i Bears. Li portò a vincere la Western Division e qualificarsi alla prima finale della storia, in cui conquistarono il titolo battendo i New York Giants per 23–21 grazie a Red Grange che mise a segno il placcaggio decisivo. Nel 1934, i Bears dominarono la stagione regolare terminando con un record di 13–0 ma furono sconfitti per 30–13 in finale dai Giants in una gara divenuta nota come "Sneakers Game".
I Bears raggiunsero nuovamente la finale altre due volte nel corso del decennio, venendo sconfitti in entrambi i casi. Nel 1935 e 1936 la squadra fu competitiva ma non riuscì a qualificarsi per la finale. I Bears vi fecero ritorno nel 1937 ma furono sconfitti da Sammy Baugh e i suoi Washington Redskins per 28–21. Nel 1938 il club ebbe un'annata mediocre, terminando con un bilancio di 6–5. La squadra terminò il decennio in negativo perdendo due volte contro i Green Bay Packers nel 1939.
Sul finire degli anni trenta, George Halas e l'allenatore della squadra di football della University of Chicago Clark Shaughnessy collaborarono per sviluppare un rivoluzionario attacco incentrato sul ruolo del quarterback. Il risultato fu uno schieramento chiamato "T-formation" che fu la prima evoluzione del moderno ruolo di quarterback. Un complesso schema che richiedeva abilità atletiche e velocità di esecuzione portarono Halas a reclutare dalla Columbia University il quarterback Sid Luckman. Questi trasformò il ruolo nel motore di un attacco che segnò alti punteggi e nel frattempo consumava il cronometro.

### Dinastia: i Monsters of the Midway

La T-formation con cui i Bears batterono i Redskins 73-0.

Dal 1940 al 1946, i Bears furono considerati una dinastia. In quegli anni, il soprannome Monsters of the Midway fu per la prima volta attribuito ai Bears. In quel lasso di tempo la squadra raggiunse cinque finali, vincendone quattro. Questo malgrado la temporanea assenza di George Halas che lasciò l'organizzazione per servire durante la seconda guerra mondiale dal 1943 al 1945.
Nella finale del 1940, Halas introdusse la sua "T-formation" in attacco, con Sid Luckman come quarterback. Questa formazione stupì e confuse i Redskins per tutta la durata dell'incontro e i Bears vinsero per 73–0, un record NFL che resiste ancora oggi. La T-formation fu presto imitata sia a livello professionistico che di college.

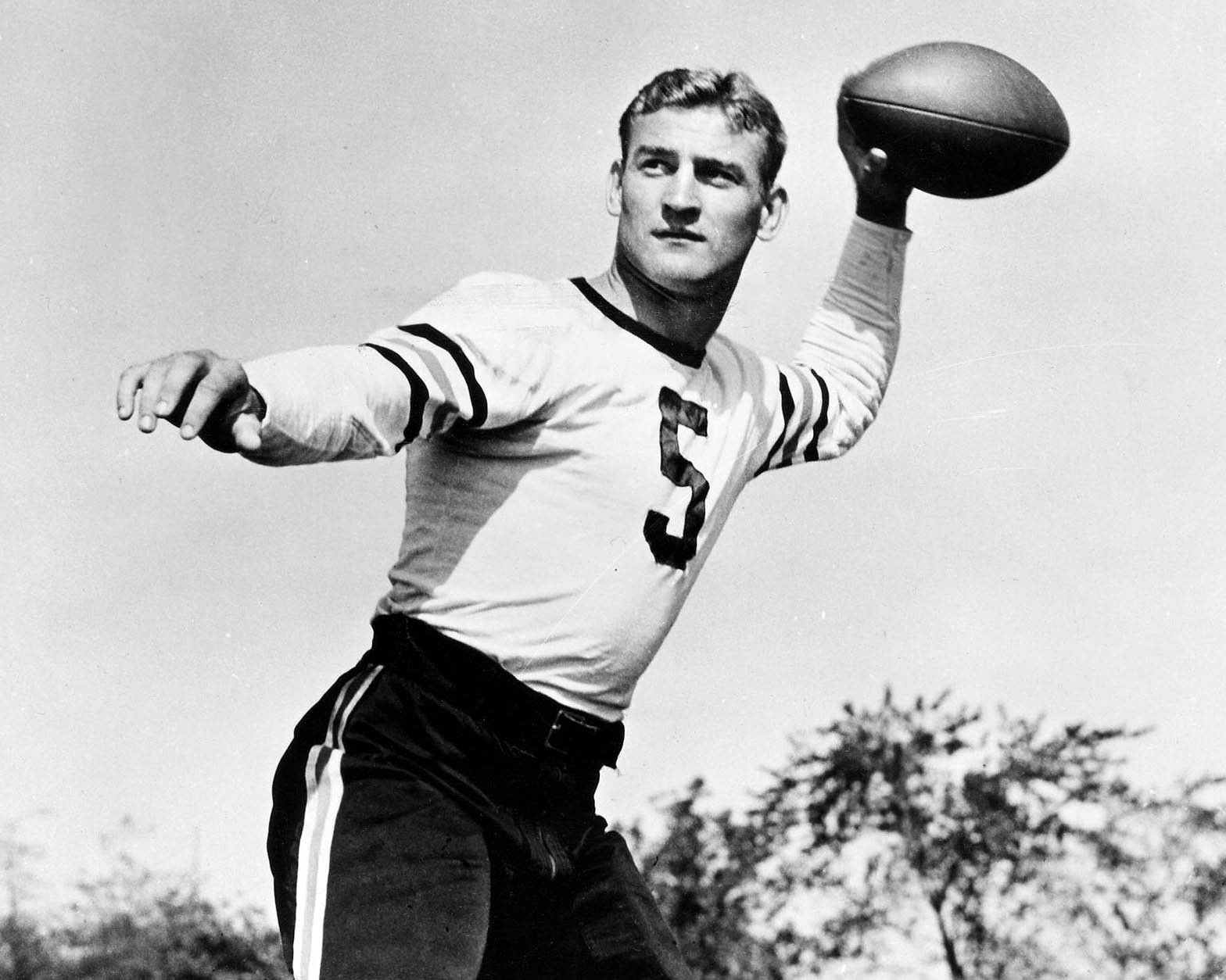
L'Hall of Famer George McAfee.

Nel 1941, i Bears e i Packers terminarono entrambi con un record di 10–1–0 al primo posto nella Western Division. Dal momento che le due sfide di stagione regolare si erano concluse con una vittoria a testa, vi fu uno spareggio. I Bears vinsero 33–14 e poi batterono nettamente i Giants per 37–9 in finale.
Nel 1942, Chicago iniziò bene la stagione prima che Halas si unisse all'esercito per la Seconda guerra mondiale. I suoi successori temporanei Hunk Anderson e Luke Johnsos gestirono la squadra durante i suoi tre anni di assenza. I Bears vinsero tutte le undici partite della stagione regolare ma i Redskins rovinarono le loro speranze di concludere una stagione perfetta battendoli a sorpresa per 14–6 in finale. Nel 1943 la franchigia dominò nuovamente la Western Division grazie alle giocate di Luckman, che lanciò 433 yard e sette touchdown (ancora un record NFL) quell'anno in una singola gara contro i New York Giants. Nella finale di quell'anno, i Redskins non impensierirono i Bears davanti alla folla di 34.320 del Wrigley Field e la squadra dell'Illinois vinse per 41–21 grazie a 5 touchdown di Sid Luckman e un touchdown su corsa di Nagurski.
Il dominio dei Bears della NFL si interruppe con un record mediocre nel 1944 e uno negativo nel 1945. "Papa Bear" Halas fece ritorno a Chicago nel 1946. La squadra rimise in mostra la forma dei giorni migliori, con molti giocatori dalla guerra, terminando la stagione regolare con un bilancio di 8–2–1, vincendo la Western Division title e tornando in finale. Il club vinse il suo ultimo titolo del decennio battendo i New York Giants, 24–14 davanti all'allora folla record di 58.346 spettatori al Polo Grounds di New York. Questo fu l'ultimo titolo dei Bears per sedici anni.

## Anni intermedi (1947-1981)
Nell'arco di queste 34 stagioni, i Bears ebbero un record complessivo di 237–224–9. Nella metà di queste annate ebbero un record del 50% o superiore. Vinsero il titolo di division per due volte e si qualificarono per i playoff solo cinque volte, venendo sconfitti nella finale del 1956 e vincendo quella del 1963. Malgrado queste annate difficili, la squadra poté contare su stelle di primissima grandezza come Gale Sayers e Dick Butkus.

### 1947-1959
Nel 1947 i Bears ebbero una partenza lenta perdendo le prime due partite. La squadra però si riprese e vinse otto partite consecutive, e affrontò i Chicago Cardinals nell'ultima sfida stagionale con in palio il titolo di division. Malgrado giocassero in casa, i Bears persero 30–21, con gli avversari che poi vinsero il titolo. Nel 1948, per il secondo anno consecutivo, i Bears giocarono una buona stagione regolare ma furono ancora sopravanzati dai Cardinals. La squadra di Halas ebbe un record di 10-2 ma perse una sfida chiave coi Cardinals che diede loro la Western Division.
Nel 1949 Chicago continuò ad essere una delle migliori squadre della NFL. Tuttavia, giunse ad una sola gara di distanza dal tornare in finale. Nel 1950 terminò con un saldo di 9–3, sufficiente per terminare al primo posto della Western Division alla pari coi Los Angeles Rams, venendo costretta a disputare uno spareggio. Lì, i Bears non riuscirono a contenere l'attacco dei Rams che vinsero 24–14 a Los Angeles, qualificandosi per la finale.

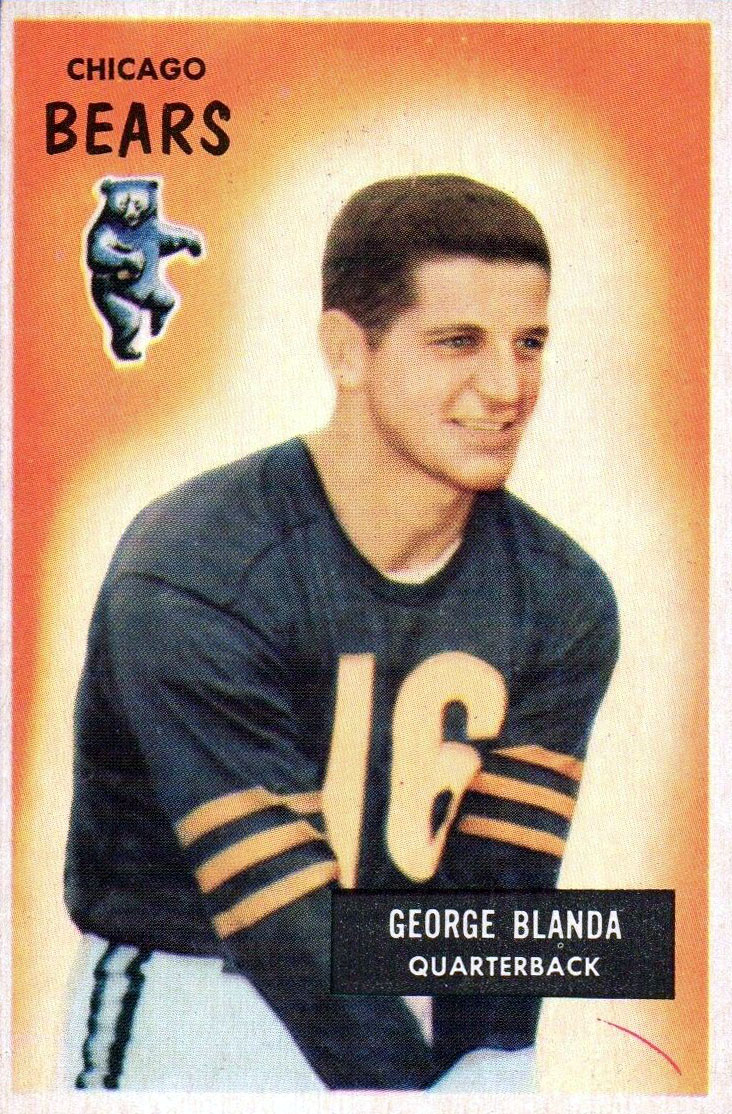
George Blanda in una card del 1955.

Nel 1951, la franchigia partì vincendo 5 delle prime 6 sfide. Nella seconda parte della stagione invece la squadra collassò vincendo solo due gare e terminando con un mediocre record di 7–5. Nel 1952 la difesa faticò concedendo 326 yard e finì la stagione con più sconfitte che vittorie per la prima volta dal 1945, terminando al quinto posto con un record di 5–7. Le difficoltà proseguirono nel 1953 dal momento che molte stelle del decennio precedente si erano ritirate e i Bears conclusero sul bilancio di 3–8–1 e per la prima volta nella loro storia i Bears ebbero due stagioni consecutive con un record perdente. Un fatto degno di nota nel 1953 fu il primo quarterback afroamericano dell'era moderna, Willie Thrower, che giocò la sua prima e unica partita contro i San Francisco 49ers. Come la carriera di Thrower nella NFL, anche le annate difficoltose dei Bears ebbero vita breve, tornando competitivi nel 1954. La squadra ebbe un bilancio di 8–4, il secondo della division, ma non sufficiente per tornare in finale.
Nel 1955, la squadra terminò ancora con un record di 8-4 e fu ancora seconda, mentre l'allenatore George Halas abbandonò il suo ruolo per la terza volta. Halas scelse come suo sostituto la sua ex stella Paddy Driscoll. Nella sua prima stagione, questi guidò i Bears a un'annata da 9–2–1, superando di mezza partita i Detroit Lions per il titolo di division. La grande stagione si interruppe in finale per mano dei New York Giants in cui Chicago fu sconfitta con un netto 47–7 a New York. La stagione seguente invece si concluse sul 5–7, portando Halas a licenziare Driscoll e tornare in panchina.
Col ritorno del loro storico allenatore in panchina nel 1958, i Bears tornarono a lottare per il titolo della Western Division, ma terminarono al secondo posto con un record di 8–4, a una sola gara di distanza dal primo posto. Chicago chiuse il decennio nel 1959 con un altro 8–4, di nuovo al secondo posto. I giocatori più rappresentativi di quel periodo furono Ed "The Claw" Sprinkle, Bill George, George Connor e Harlon Hill.
Quello degli anni cinquanta fu il primo decennio in cui i Bears non vinsero alcun titolo, un presagio del periodo negativo che di lì a poco sarebbero andati ad affrontare. Halas, da sempre un convinto innovatore, trovò un giovane assistente in George Allen. Un allenatore infaticabile e attento ai dettagli, Allen sviluppò innovazioni come i libri degli schemi durante il training camp, i primi schemi difensivi e una grossa ricerca di giocatori attraverso il draft. Col supporto di George Halas, Allen pescò nel draft talenti che sarebbero entrati a far parte della Hall of Fame.

### Un altro titolo per Halas

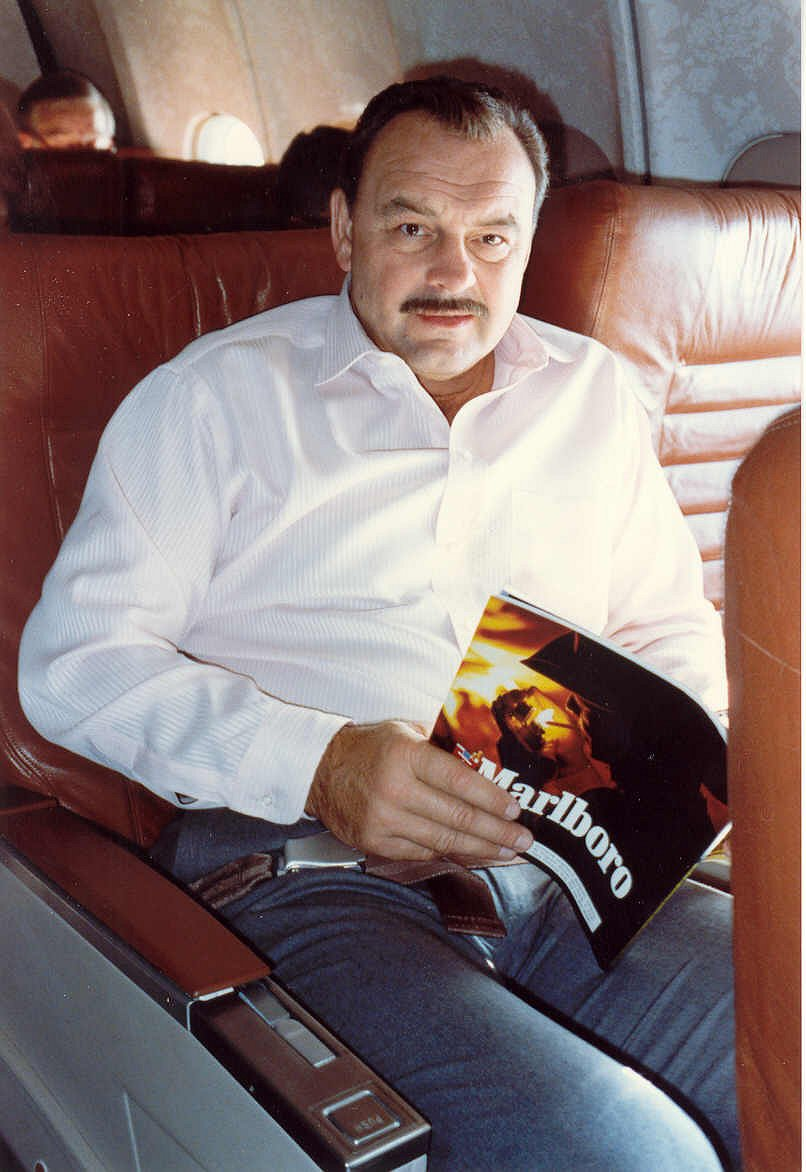
Dick Butkus fu uno dei difensori più dominanti della storia della NFL.

I Bears iniziarono gli anni sessanta rimanendo l'unica squadra a Chicago, dal momento che i Cardinals si trasferirono a St. Louis. Nella stagione 1960 ebbero un deludente record di 5–6–1, terminando al quinto posto della Western Conference. L'anno successivo salirono a un record di 8–6 con il tight end rookie Mike Ditka che ebbe un immediato impatto ricevendo 1.076 yard e 12 touchdown, stabilendo un primato di franchigia per un debuttante con 56 ricezioni e venendo premiato come rookie dell'anno. La sua squadra disputò anche la sua prima partita fuori dai propri confini quando in Canada superò i Montreal Alouettes della CFL per 34–16. Anche nel 1962 si mise in mostra un rookie di livello come Ron Bull che vinse ancora il premio di rookie dell'anno, mentre la squadra terminò al terzo posto della propria conference con un bilancio di 9-5.
Nel 1963 i Bears interruppero tre anni di dominio dei Green Bay Packers nella Western Division, concludendo con un record di 11–1–2. La finale di campionato si tenne al Wrigley Field dove Chicago incontrò i New York Giants davanti a 45.801 tifosi in un pomeriggio gelido. I Bears vinsero il loro ottavo titolo per 14–10 con Bill Wade che segnò entrambi i touchdown della squadra. Tuttavia, la parte del leone la fece la difesa dei Bears che intercettò la stella dei Giants, il quarterback Y.A. Tittle per cinque volte. Alla vittoria del campionato seguì una stagione sotto la media terminata sul 5-9 che spinse Halas a cercare giovani talenti nel successivo nel Draft. Scelse così il running back Gale Sayers, detto "La Cometa del Kansas", e il linebacker Dick Butkus nel primo giro migliorando sia l'attacco che la difesa.

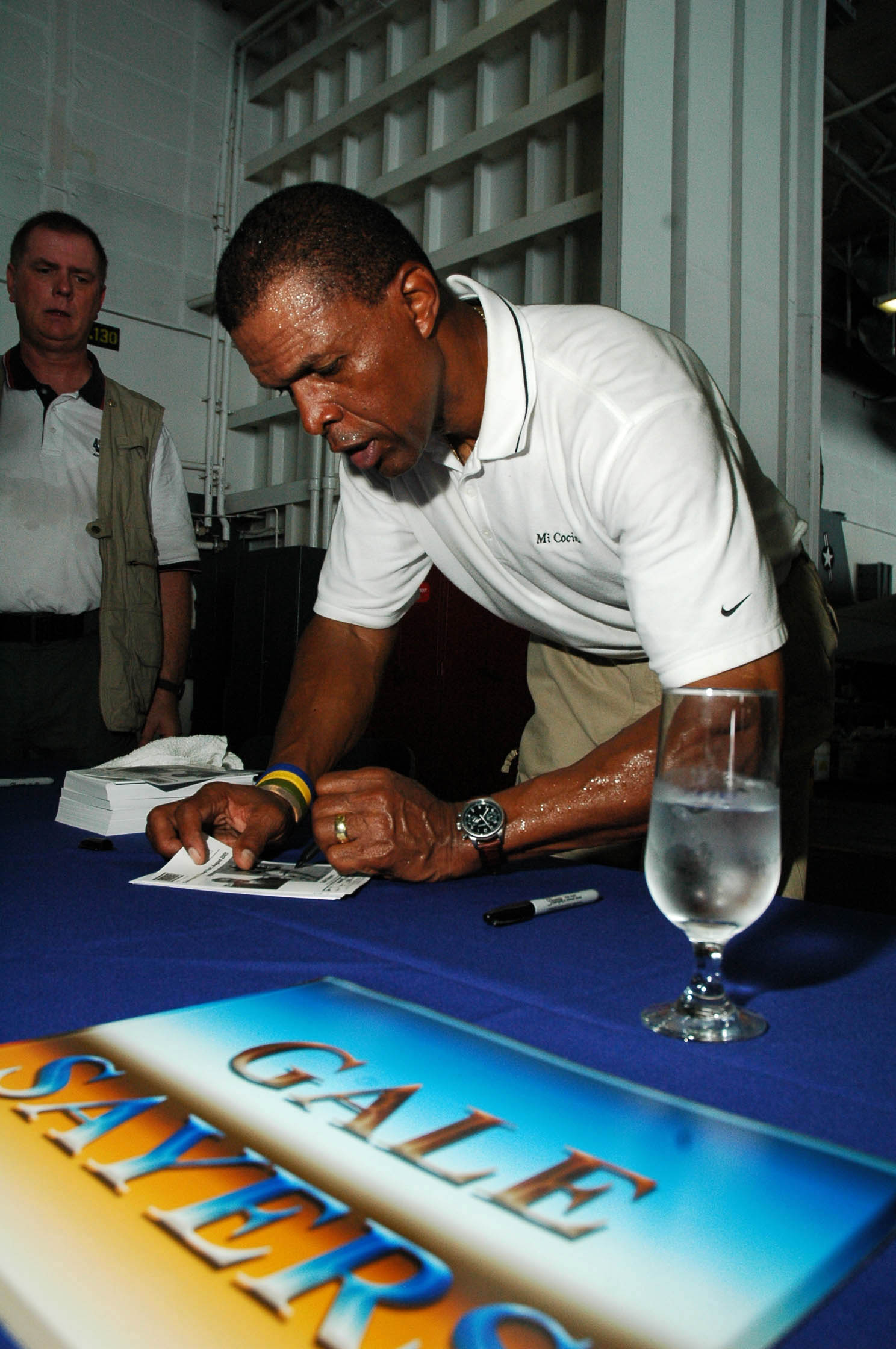
I 22 touchdown segnati da Gale Sayers nella sua prima stagione sono ancora un record NFL per un rookie.

Nel 1965 Gale Sayers fu premiato come rookie dell'anno, pareggiando il record NFL di 22 touchdown segnati, che rimane un primato di franchigia. Il punto più alto della sua stagione da record fu la prestazione nella quale segnò sei touchdown contro i San Francisco 49ers al Wrigley Field il 12 dicembre. L'arrivo di Sayers contribuì a fare terminare i Bears al terzo posto con un bilancio di 9–4–1. Sayers continuò a macinare record quando nell'anno successivo stabilì l'allora primato di 2.440 yard tra corse e ricezioni ma il suo successo non si rifletté nella squadra che concluse sul 5–7–2. Nel frattempo, Mike Ditka si ritirò a sorpresa alla fine della stagione, insoddisfatto del trattamento economico riservatogli da Halas. Si trasferì così a Dallas dove divenne un assistente dell'allenatore Tom Landry. Il 1967 non solo vide disputare il primo Super Bowl nella NFL, ma anche il ritiro definitivo dopo 47 anni di George Halas (allora settantaduenne) con l'allora record NFL di 324 vittorie, che resistette fino a quando nel 1993 fu superato da Don Shula. Nell'ultima stagione di Papa Bear con la squadra, questa terminò con un record di 7–6–1 al secondo posto della Central Division. Halas affermò di non ritirarsi a causa dell'età ma per colpa di un vecchio infortunio all'anca subito durante i suoi anni come giocatore di baseball che gli rendeva ormai impossibile rimanere in piedi sulla linea laterale durante le partite.
Il sostituto di Halas fu Jim Dooley che terminò la sua prima annata con un bilancio di 7-7. A preoccupare però non fu la mediocre stagione ma l'infortunio al ginocchio che minacciò di porre fine alla carriera di Gale Sayers e da cui non si riprese mai completamente. Dopo l'infortunio di Sayers, il running back di riserva Brian Piccolo sentì di non meritare di diventare titolare a causa di un infortunio del collega. Invece di approfittare dell'opportunità, Piccolo, una figura popolare nell'area di Chicago e compagno di stanza di Sayers durante le trasferte, trascorse l'intera off-season a spingere Sayers a riprendersi dall'infortunio e a tornare in forma. Sayers tornò titolare e Piccolo fu in panchina all'inizio della stagione. Sayers corse oltre mille yard e vinse l'NFL Comeback Player of the Year Award. Questa fu la prova definitiva dell'amicizia tra Piccolo e Sayers, amici nonostante le differenze razziali di quegli anni. I Bears terminarono la stagione, malgrado le prestazioni di Sayers, col peggior record della loro storia, 1–13. Al danno si aggiunse la beffa quando ebbero solo seconda scelta assoluta nel draft: la prima andò agli Steelers che scelsero il futuro Hall of Famer Terry Bradshaw.
Una tragedia colpì la squadra il 16 giugno 1970 quando, dopo sette mesi in cui gli fu diagnosticato un cancro ai polmoni, Brian Piccolo morì all'età di 26 anni. I Bears risposero creando il Brian Piccolo Cancer Research Fund, che raccoglie fondi per la ricerca sul cancro con diversi eventi annuali. Nel 1971 la ABC presentò il film per la TV intitolato La canzone di Brian. La pellicola vide James Caan interpretare Piccolo e Billy Dee Williams Gale Sayers mostrando l'amicizia tra i due running back dei Bears. Il triste film fu ricordato come uno dei migliori a tema sportivo.

### Gli anni dopo la fusione tra AFL e NFL
Gli anni settanta iniziarono con la fine di un'epoca per l'intera lega, in special modo per i Chicago Bears. Lo sport, un tempo superato da baseball e college football in termini di popolarità, stava iniziando ad attirare un grandissimo seguito dopo la nascita del Super Bowl. Per tale motivo, si richiesero stadi più capienti per ospitare il maggior numero di tifosi. La casa dei Cubs era stato il campo casalingo dei Bears per quasi cinquant'anni ma dopo la fusione con la American Football League, la NFL richiese che tutti gli stadi avessero una capienza minima di 50.000 spettatori. L'ultima gara disputata al Wrigley Field fu il 13 dicembre nella vittoria sui rivali Green Bay Packers per 35–17. Con essa, Chicago terminò al quarto posto della NFC Central con un record di 6–8. La nuova casa dei Bears fu un altro stadio storico, il Soldier Field, costruito negli anni venti in memoria dei veterani della prima guerra mondiale che ospitò diversi celebri eventi sportivi come Jack Dempsey vs. Gene Tunney nel 1927 e diverse gare annuali di college football come l'annuale Army-Navy.

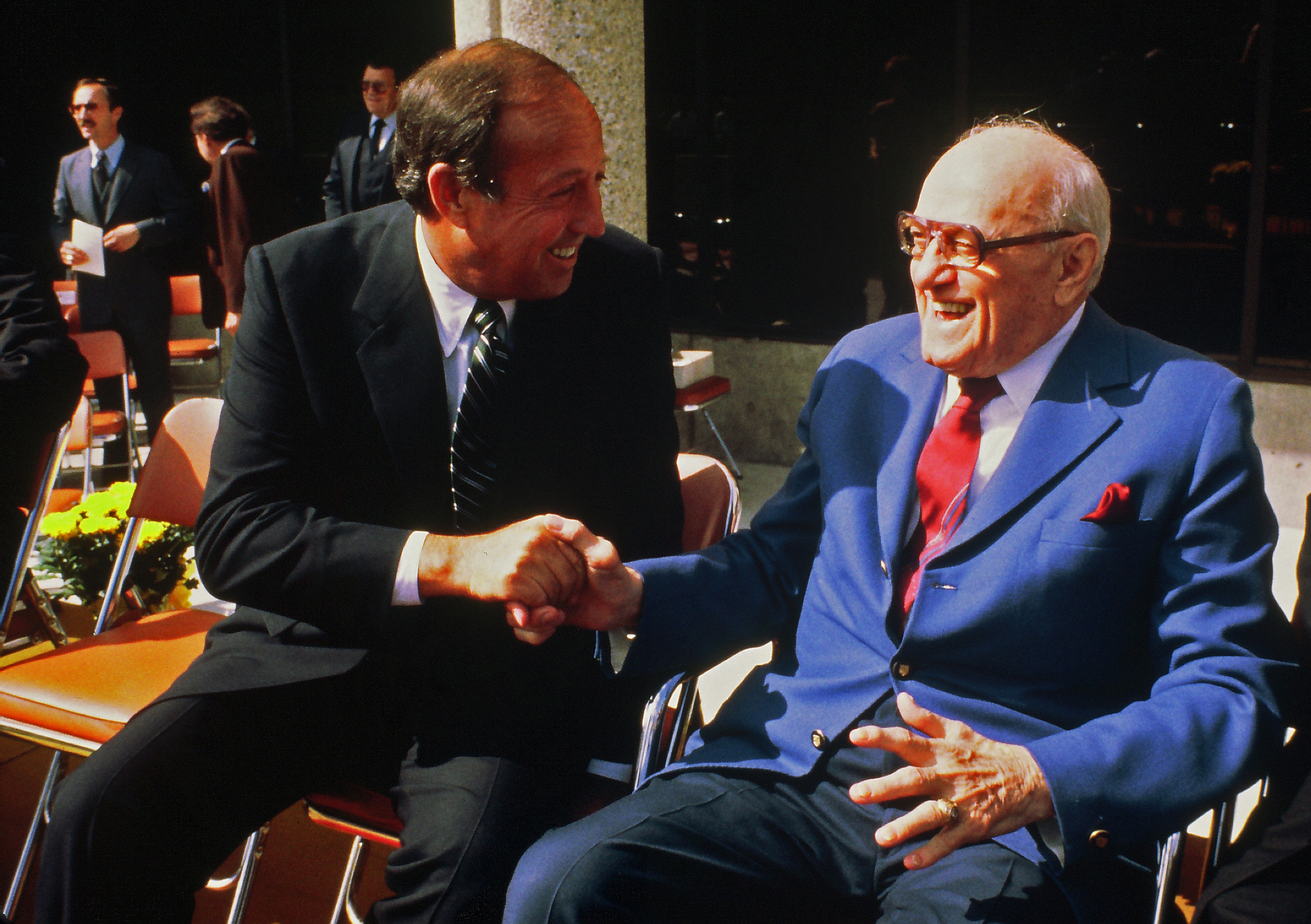
George Halas (destra) con l'ex Commissioner Pete Rozelle all'inizio degli anni ottanta.

Nella prima gara al Soldier Field, i Bears emersero vittoriosi sui Pittsburgh Steelers (17–15). Il momento positivo ebbe vita breve e Chicago terminò con un saldo di 6-8 che portò al licenziamento di Jim Dooley. Il nuovo allenatore Abe Gibron non iniziò meglio la sua esperienza con la squadra che terminò all'ultimo posto della division con un record di 4–9–1. Ancora più negativa fu la successiva annata conclusa sul 3–11, coi Bears che segnarono solamente 195 punti complessivi. Dick Butkus, che aveva dominato gli attacchi avversari negli ultimi otto anni, si ritirò ad inizio stagione a causa di problemi alle ginocchia. La stagione 1974 fu l'ultima con Gibron e terminò ancora all'ultimo posto con un bilancio di 4–10. Gibron ebbe un bilancio complessivo di 11–30–1.

### Costruzione di una squadra da titolo
Nel 1975, la ricostruzione dei Bears fu affidata al general manager Hall of Famer Jim Finks che nominò Jack Pardee capo-allenatore. Fu la prima volta della storia che i Bears assunsero un allenatore non associato alla franchigia. La mossa inizialmente non ebbe alcun impatto positivo e la stagione terminò sul 4–10. La migliore decisione di quell'anno fu la selezione del running back Walter Payton nel primo giro del draft. Conosciuto come "Sweetness", finì per diventare uno dei migliori giocatori della storia dei Bears e di tutta la lega. La striscia di stagioni con record negativi ebbe termine nel 1976 con Payton che corse 1.390 yard e segnò tredici touchdown. La squadra terminò al secondo posto con un record di 7-7. Nella sua terza stagione, Payton ebbe un anno dominante terminato con 1.875 yard corse, 275 delle quali in una sola partita, un record NFL che sarebbe resistito per vent'anni.

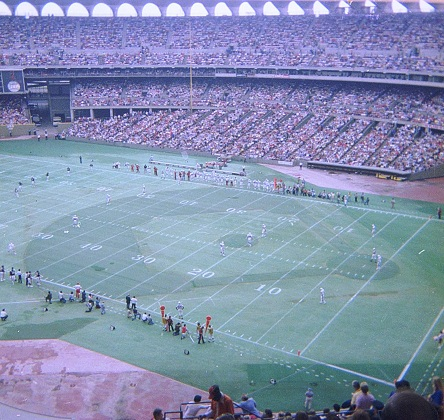
Una partita del 1977 tra Bears e Cardinals a St. Louis.

Quell'anno, Payton fu premiato come MVP della NFL e giocatore offensivo dell'anno. Grazie alle corse di Payton, i Bears vinsero tutte le ultime sei partite terminando con un record di 9-5, sufficiente per raggiungere i playoff come wild card. Nella loro prima gara di playoff dal 1963, i Bears furono nettamente superati dai Dallas Cowboys futuri vincitori del Super Bowl per 37–7 a Dallas. A fine stagione, Pardee lasciò la squadra per passare ad allenare i Washington Redskins. Fu sostituito dall'ex coordinatore difensivo dei Minnesota Vikings Neill Armstrong. La sua prima stagione fu un passo indietro rispetto alla precedente e terminò con un bilancio di 7–9. La successiva fu di maggior successo, ma una tragedia colpì l'organizzazione mentre stava festeggiando la qualificazione ai playoff.
Il 16 dicembre i Bears guadagnarono quella qualificazione con una vittoria nell'ultima partita per 42–6 sui St. Louis Cardinals. In quegli istanti, il Presidente George "Mugs" Halas Jr. morì per un arresto cardiaco all'età di 54 anni. "Mugs", figlio del leggendario fondatore George Halas, era stato il presidente del club sin dal 1953. I Bears la settimana successiva affrontarono nel turno delle wild card i Philadelphia Eagles. Chicago fu in vantaggio per 17–10 all'inizio del secondo tempo ma gli Eagles si ripresero, andando a vincere 27–17. La squadra non tornò più ai playoff sotto la direzione di Armstrong e, nel 1980, scese a un record di 7-9 ma vi furono diversi momenti da ricordare. Il 6 ottobre 1980, Payton superò il record di franchigia di Gale Sayers di 9.462 yard totali guadagnate totali. Il Giorno del Ringraziamento a Detroit, Dave Williams ritornò il kickoff di apertura dei tempi supplementari per 95 yard in touchdown. Fu il record NFL per la più veloce chiusura di un tempo supplementare. Il 7 dicembre i Bears batterono i Green Bay Packers per 61–7, il più largo margine della storia nelle sfide tra le due acerrime rivali. Armstrong guidò per un'ultima stagione il club, terminando all'ultimo posto con un record di 6-10 e fu licenziato a fine stagione.
Sul finale degli anni ottanta, il general manager Jim Finks stava gettando le fondamenta per una squadra da titolo. L'osservatore Bill Tobin si dimostrò abile nel trovare giocatori di talento nel draft. Il coordinatore difensivo Buddy Ryan iniziò a formulare la sua rivoluzionaria "46 Defense". Nel 1976, inoltre, per i Bears debuttò una squadra di cheerleader chiamate Honey Bears. Malgrado il successo della squadra, la figlia di Halas, Virginia Halas McCaskey, si suicidò nel 1985, dopo il Super Bowl XX, iniziando quella che fu definita "la maledizione della Honey Bear".
Prima dell'inizio della stagione 1982, George Halas riprese con sé Mike Ditka da Dallas offrendogli il ruolo di capo-allenatore, che questi accettò.

## L'era Ditka: la rinascita dei Bears (1982–1992)
Dal 1982 al 1992, sotto la direzione di Mike Ditka, i Bears ebbero un record di 112-68. Dopo George Halas, Ditka divenne il secondo allenatore della franchigia a superare 100 vittorie da coach. La squadra vinse sei titoli di division e arrivò due volte alla finale della NFC. L'apice fu la stagione 1985 in cui vinse il Super Bowl XX.
Quella del 1982 fu la prima stagione di Ditka come allenatore dei Bears che iniziò il suo programma di ricostruzione scegliendo Jim McMahon dalla Brigham Young University nel draft con l'intento di farne il proprio quarterback titolare. L'annata fu interrotta da uno sciopero dei giocatori che accorciò il calendario a nove gare. Per questo motivo, la lega ampliò i playoff alle migliori otto squadre di ogni conference. Chicago tuttavia terminò solo al 12º posto con un record di 3–6. Nella primavera del 1983, George Halas, ultimo membro rimasto tra i fondatori della NFL, morì per un cancro al pancreas all'età di 88 anni. In suo onore la squadra aggiunse la iniziale "GSH" sulla manica sinistra delle uniformi. Nella seconda stagione di Ditka, i Bears salirono a un record di 8–8. Con la dipartita di Halas, la figlia Virginia McCaskey e il marito Mike McCaskey assunsero la proprietà della squadra. Tramite il Draft 1983 arrivarono altri giocatori cruciali per la vittoria del titolo del 1985.
Nel 1984 Walter Payton superò Jim Brown come leader di tutti i tempi per yard corse in carriera (cosa che non dispiacque a Brown, che invece aveva minacciato di tornare in campo se il running back dei Pittsburgh Steelers Franco Harris avesse superato il suo primato; Brown non apprezzava la tendenza di Harris a correre fuori dal campo per evitare di subire i placcaggi). Il record di Payton resistette per 18 anni finché non fu superato da Emmitt Smith nel 2002. La squadra terminò la stagione con un bilancio di 10–6, vincendo il suo primo titolo della NFC Central Division. Anche se i Bears vinsero la division, faticarono nel finale di stagione, cosa che costò loro la possibilità di giocare in casa il primo turno di playoff. Nei Divisional Playoff invece incontrarono i Washington Redskins al RFK stadium, impedendo agli avversari di tornare al terzo Super Bowl consecutivo con una vittoria per 23–19. Chicago si qualificò così per la finale della NFC contro i San Francisco 49ers. I Niners spazzarono via i Bears per 23–0 andando poi a vincere il Super Bowl e umiliarono inoltre gli avversari facendo giocare la guardia Guy McIntyre come fullback.

### 1985: vittoria del Super Bowl XX

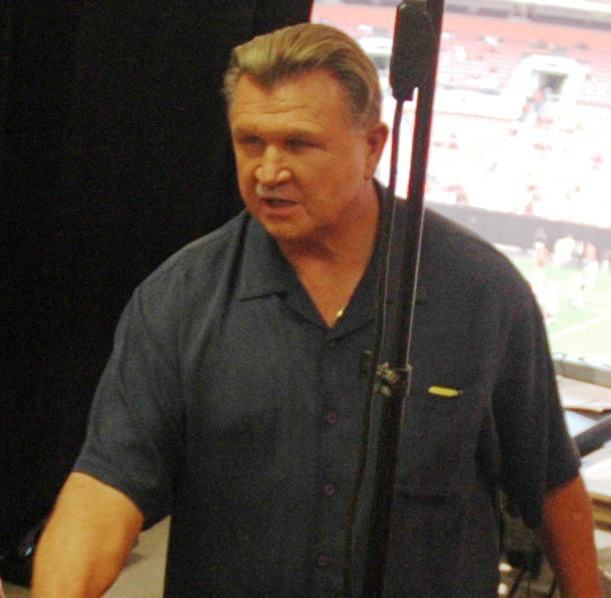
Ditka ha fatto parte delle ultime due squadre dei Bears ad avere vinto il titolo: nel 1963 come giocatore e nel 1985 come allenatore.

Il 1985 è l'anno più celebrato della storia dei Bears. Varie classifiche hanno incluso la formazione di Chicago di quell'anno come una delle migliori cinque di tutti i tempi. I Bears batterono tutti i loro primi dodici avversari, segnando complessivamente 456 punti e subendone solo 198.

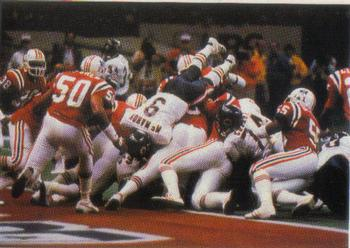
I Bears mentre segnano un touchdown nel Super Bowl XX

Durante la loro cavalcata, i Bears attrassero un gran numero di interesse attorno a loro. La stagione portò all'attenzione nazionale giocatori come William "The Refrigerator" Perry, Mike Singletary, Jim McMahon, Dan Hampton e Walter Payton. Nella settimana 2, McMahon ebbe degli spasmi alla schiena contro i Minnesota Vikings ma riuscì comunque a guidare la sua squadra alla vittoria in quello che divenne noto come Viking Miracle. Nella settimana 9, i Bears si vendicarono dei 49ers battendoli per 26–10, mettendo a segno ben 7 sack su Joe Montana e facendo giocare Perry come fullback come aveva fatto McIntyre, usandolo addirittura sia come corridore che come mero bloccatore. Chicago inflisse anche ai Cowboys la loro peggiore sconfitta della storia, 44–0 nella settimana 11, centrando con largo anticipo il titolo di division. La settimana successiva nel Monday Night Football, i Bears subirono la loro unica sconfitta stagionale, un 38–24 contro i Miami Dolphins, che riuscirono a mantenere il loro status di unica squadra ad avere avuto una stagione perfetta. I Bears al loro interno erano però divisi, col capo-allenatore Mike Ditka e il coordinatore difensivo Buddy Ryan che non si guardavano in faccia. Nei Divisional Playoff la franchigia affrontò i New York Giants, battendoli per 21–0, in un pomeriggio particolarmente freddo e ventoso. Nella finale della NFC se la videro coi Los Angeles Rams non subendo ancora alcun punto e vincendo per 24–0. I nuovi "Monsters of the Midway" avanzarono così al Super Bowl.
Nel Super Bowl XX, i Bears erano enormemente favoriti contro i loro avversari, i New England Patriots. Il Super Bowl aveva un'atmosfera da circo, portando alti indici di ascolto in televisione e invertendo la tendenza in calo delle due stagioni precedenti. I Bears non iniziarono la gara al meglio, con Walter Payton che commise un fumble nella propria metà campo. Nel successivo possesso, i Patriots non riuscirono ad avanzare molto e si accontentarono di un field goal, portandosi in vantaggio per 3-0. La leadership dei Patriots ebbe però vita breve e i Bears segnarono i successivi 44 punti annichilendo gli avversari, con un touchdown segnato anche da "The Refrigerator". Chicago vinse la partita per 46–10, stabilendo gli allora record del Super Bowl per punti segnati e per il maggior divario in termini di punti. Il defensive end Richard Dent fu nominato MVP del Super Bowl.

### Gli anni dopo il Super Bowl
Nel 1986, la difesa dei Bears era ancora più agguerrita dopo la vittoria del Super Bowl, stabilendo un nuovo record NFL con 187 punti subiti nella stagione regolare, terminata con un record di 14-2 e la vittoria del titolo di division. Le speranze di difendere il titolo subirono un duro colpo quando Jim McMahon subì un colpo illegale dal difensore dei Packers Charles Martin. McMahon lanciò un intercetto e fu scagliato a terra da Martin, infortunandosi alla spalla e rimanendo fuori per tutto il resto della stagione, che comunque non era stata al livello della precedente. Doug Flutie prese il suo posto ma non si rivelò all'altezza e i Bears furono battuti a sorpresa dai Washington Redskins nei divisional playoffs per 27–13. Degno di nota in questa stagione fu l'American Bowl, la prima gara dei Bears giocata fuori dal Nord America, in cui batterono i Cowboys 17–6 al Wembley Stadium.
Col procedere degli anni ottanta, le squadre avversarie iniziarono a prendere le misure della 46 defense. I coordinatori offensivi compresero che era vulnerabile ai passaggi corti, in particolare a quelli degli schemi di Bill Walsh dei San Francisco 49ers (in quella che in seguito venne definita "West Coast offense"). I Bears non riuscirono poi a sostituire i titolari in età avanzata attraverso il draft.

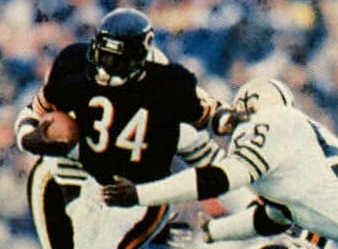
Walter Payton si ritirò nel 1987 come primatista di tutti i tempi della NFL per yard corse

Nella stagione 1987 vi fu uno sciopero lungo un mese che portò all'utilizzo di giocatori di riserva per tre partite. Fuori dal campo, vi furono delle polemiche quando i Bears scelsero nel primo giro del draft Jim Harbaugh come sostituto dello spesso infortunato Jim McMahon. McMahon si offese per questa mossa ed ebbe una discussione con Mike Ditka. Quest'ultimo, dal canto suo, ebbe la poco avveduta decisione di parteggiare per la lega durante lo sciopero, cosa che peggiorò i suoi rapporti con i giocatori. Anche con le riserve, i Bears continuarono la dominare la NFC Central, vincendo il loro quarto titolo di division con un record di 11-4 (lo sciopero causò la riduzione del calendario a 15 partite), ma la stagione regolare si concluse in maniera imbarazzante con una sconfitta contro San Francisco per 41–0. L'anno segnò anche la fine di un'epoca col ritiro di Walter Payton dopo tredici stagioni in cui aveva saltato una sola partita. La sua carriera si chiuse come leader di tutti i tempi della NFL con 16.726 yard corse in carriera. Chicago nei playoff ebbe la possibilità di vendicarsi nel divisional round dei Redskins al Soldier Field. I Bears salirono in breve in vantaggio per 14–0 ma gli avversari rimontarono, portandosi in vantaggio per 21–17 nel finale di partita. Con il tempo che andava esaurendosi, i Bears avevano bisogno di segnare un touchdown. Il pallone era nelle mani di Payton che cercò di allungare la sua carriera di un'altra partita, ma, su una situazione di quarto down, uscì dal campo a una sola yard di distanza dal primo down. I Redskins poterono così gestire il cronometro e Payton passò il resto della gara da solo seduto in panchina.
Nella stagione 1988, Chicago continuò a mantenersi su alti livelli vincendo il quinto titolo di division consecutivo con un record di 12-4 e guadagnando la possibilità di giocare in casa nei playoff. Nel divisional round Chicago affrontò i Philadelphia Eagles dell'ex coordinatore difensivo Buddy Ryan in una gara ricordata con il nome di "Fog Bowl". Nel finale del secondo quarto la nebbia iniziò ad alzarsi dal Lago Michigan e con l'inizio del terzo periodo il Soldier Field ne fu completamente immerso. I Bears emersero vittoriosi dalla nebbia per 20-12. Nella finale della NFC furono eliminati dai San Francisco 49ers futuri campioni.
La stagione 1989 iniziò con Jim McMahon che fu scambiato coi San Diego Chargers. Il giocatore non godeva più della fiducia di Ditka e dei Bears a causa del suo comportamento e dei ripetuti infortuni. Il ruolo di titolare fu affidato a Mike Tomczak, che aveva già preso confidenza col campo diverse volte durante gli infortuni di McMahon. Il cambio di quarterback non fu d'aiuto ai Bears che terminarono con un record di 6-10, mancando il sesto titolo di division consecutivo. Tornarono in vetta alla NFC Central l'anno successivo con un bilancio di 11-5. Quella stagione, Mike Ditka si guadagnò lo status di leggenda quando tornò ad allenare solamente dieci giorni dopo avere subito un attacco cardiaco. Tuttavia, un cambiamento nel sistema dei playoff portò i Bears ad avere il terzo record della conference e di dovere passare per il turno delle wild card per accedere ai Divisional Playoff. Lì batterono i New Orleans Saints, 16–6, andando ad affrontare i New York Giants, venendo battuti in maniera nettissima per 31-3. Chicago tornò ai playoff nel 1991 con un record di 11–5 in un'annata che vide Mike Ditka guadagnare la centesima vittoria da allenatore in carriera. La squadra però non vinse la division e dovette ancora passare per le wild card, dove fu sconfitta dai Dallas Cowboys per 17–1 a Chicago. Il 1992 segnò la fine di un'epoca. I Bears ebbero il peggior record della gestione di Ditka, 5–11, che fu licenziato da Mike McCaskey e sostituito da Dave Wannstedt. Anche il futuro Hall of Famer Mike Singletary, vincitore due volte in carriera del premio di difensore dell'anno coi Bears, si ritirò a fine anno.

## Gli anni di Wannstedt e Jauron (1993–2003)
Nelle successive undici stagioni, i Bears ebbero un record complessivo di 76-103 ed ebbero solo tre annate con un bilancio positivo, si qualificarono due volte per i playoff vincendo una sola gara. In quell'arco di tempo vinsero solamente una volta la propria division.

### Dave Wannstedt
Nella prima stagione di Wannstedt, Chicago terminò con un record di 7–9. Quell'anno la squadra disputò la sua millesima partita, vinta per 6–0 contro gli Atlanta Falcons al Soldier Field. La stagione successiva terminò sul 9–7, qualificandosi ai playoff come wild card in cui i Bears batterono i Minnesota Vikings vincitori della propria division per 35–18. La settimana successiva furono eliminati dai San Francisco 49ers 44–15 a San Francisco. Nel 1995 terminarono ancora con un record di 9–7 ma fallirono l'accesso ai playoff a causa della classifica avulsa che favorì gli Atlanta Falcons. Nella stagione 1996, i Bears fecero un passo indietro e terminarono sul 7–9.
I Bears fecero ancora peggio nel 1997, vincendo sole quattro partite. Da ricordare quell'anno la vittoria numero 600 della franchigia, contro i Tampa Bay Buccaneers, la prima squadra a tagliare tale traguardo. Il 1998 fu l'ultimo anno sotto la gestione di Wannstedt che terminò ancora con un record di 4–12. A fine stagione, Wannstedt fu licenziato e McCaskey fu sostituito dalla madre Virginia, figlia di Halas.

### Dick Jauron
I Bears assunsero Dick Jauron come loro nuovo allenatore, che concluse la sua prima annata con un record di 6–10. Quell'anno, Walter Payton morì all'età di 45 anni, uno dei migliori running back di tutti i tempi.

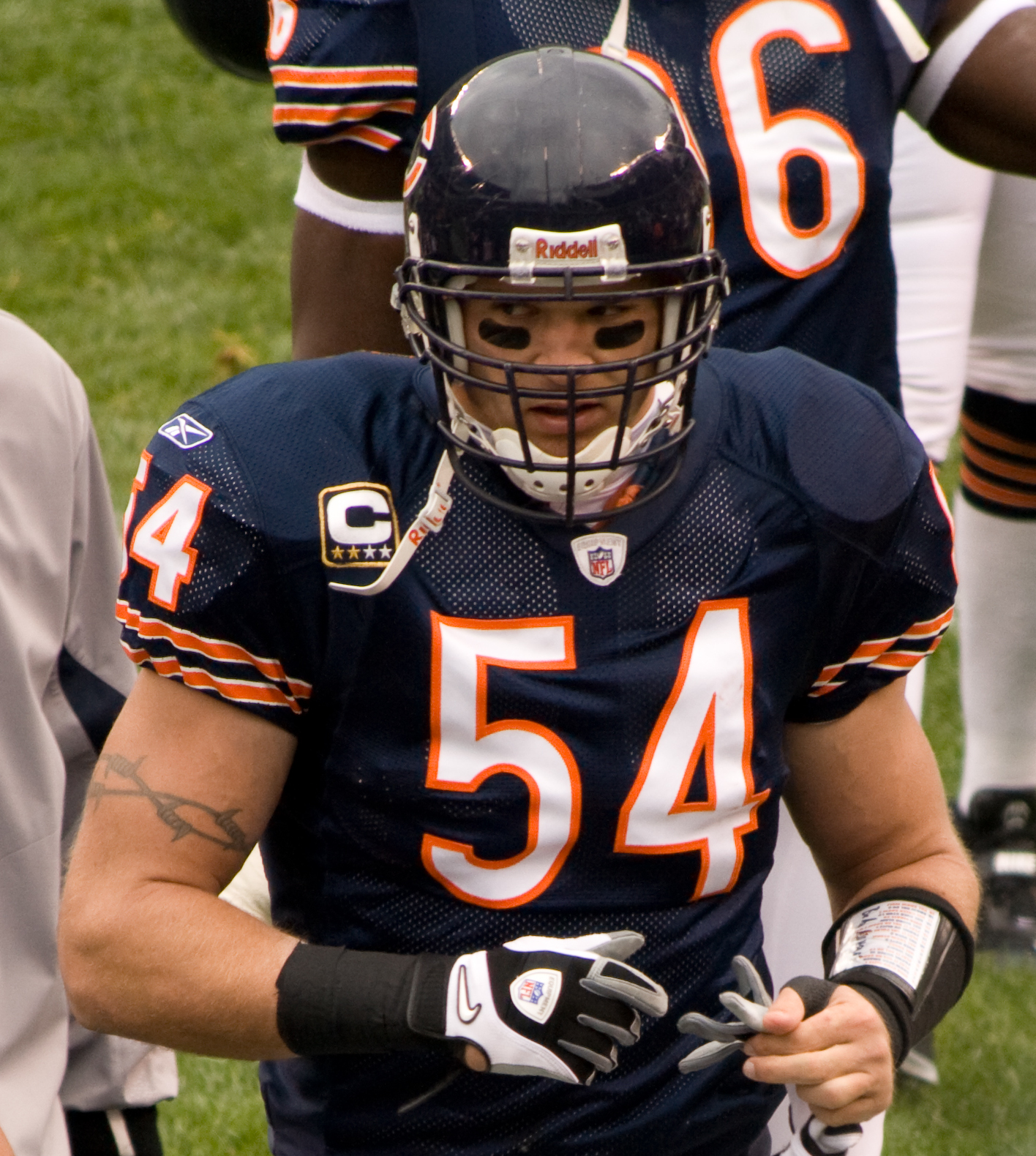
Brian Urlacher è il leader di tutti i tempi dei Bears per placcaggi in carriera.

La stagione 2000 iniziò in maniera negativa. Dopo avere perso le prime quattro partite, i Bears riuscirono ad ottenere la loro prima vittoria contro i loro storici rivali, i Green Bay Packers. Il momento positivo però durò poco e persero le successive tre gare. Dopo la settimana di pausa riuscirono ad avere la meglio sugli Indianapolis Colts nella settimana 10. Delle rimanenti sette partite ne vinsero tre. Terminarono con un record di 5–11 mentre, come nota positiva, il linebacker Brian Urlacher fu nominato rookie difensivo dell'anno.
Nel 2001, i Bears andarono oltre le aspettative con quella che fu l'annata più positiva della gestione Jauron. Dopo avere perso la prima gara della stagione contro i Baltimore Ravens campioni in carica, per 17-6 in trasferta, Chicago vinse le successive sei partite. Due di queste terminarono dopo i tempi supplementari, contro i San Francisco 49ers (37–31) e i Cleveland Browns (27–21). In entrambe le gare, la safety Mike Brown coronò le rimonte ritornando un intercetto nei supplementari in touchdown. Furono i Green Bay Packers a terminare la striscia positiva dei Bears.
Il club vinse tre delle successive quattro gare a ancora una volta furono battuti dai Packers per 17-7 al Lambeau Field, in quella che fu la loro ultima sconfitta della stagione regolare. I Bears vinsero tutte le ultime quattro partite e terminarono con un record di 13-3, il secondo della NFC, ed ebbero la possibilità di saltare il primo turno di playoff.
Nel divisional round, Chicago fu sconfitta in casa dai Philadelphia Eagles con un punteggio di 33–19. Malgrado il finale negativo, la stagione dei Bears fu coronata dal running back Anthony Thomas che fu premiato come rookie offensivo dell'anno e da Dick Jauron che fu insignito del titolo di allenatore dell'anno.
Col Soldier Field in fase di rinnovamento, i Chicago Bears dovettero giocare le loro gare interne nella stagione 2002 sul campo della University of Illinois at Urbana-Champaign, a 136 miglia da Chicago. Quell'anno debuttarono nella lega gli Houston Texans e la lega decise per un reallineamento delle division. I Bears furono inseriti assieme a Lions, Packers e Vikings nella nuova NFC North. I Tampa Bay Buccaneers lasciarono la NFC Central per unirsi alla NFC South. I Bears acquisirono dagli Steelers il quarterback Kordell "Slash" Stewart. Malgrado la vittoria delle prime due partite, la squadra fu rallentata dagli infortuni e fu sconfitta nelle successive otto. La vittoria tornò contro i Detroit Lions, ma i Bears in seguito persero quattro delle ultime cinque gare, terminando con un record di 4-12.

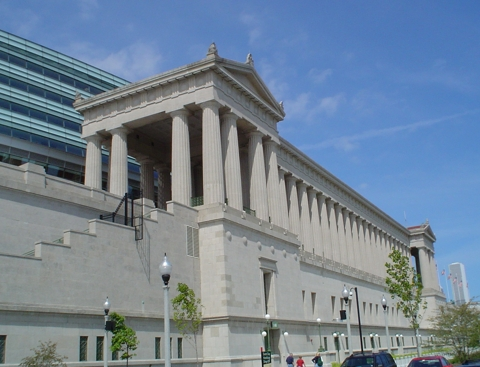
Il Soldier Field fu rinnovato per la stagione 2003.

Nella stagione 2003, i Bears poterono tornare al Soldier Field (divenuto noto come Soldier Field II) e debuttò anche la loro nuova mascotte, Staley Da Bear. La squadra tuttavia terminò solo con un record di 7–9. Il ruolo di quarterback titolare fu alternato da Stewart e Chris Chandler, finché nelle ultime tre partite le chiavi della squadra furono affidate al rookie Rex Grossman che ne vinse due. Ciò non fu sufficiente a salvare il lavoro di Jauron.

## L'era di Lovie Smith (2004–2012)
Con Lovie Smith (ex coordinatore difensivo dei St. Louis Rams) come nuovo capo-allenatore, i Bears iniziarono a pianificare la loro stagione 2004. Dall'assunzione di Smith, la maggior parte delle mosse del general manager Jerry Angelo ebbero successo. Con Lovie come allenatore, Chicago ebbe un record complessivo 63-49, disputò quattro partite di playoff vincendone due e si qualificò per il Super Bowl XLI.
Smith iniziò la sua gestione affermando di avere tre obiettivi:
- Mettere termine al dominio di Green Bay nella division
- Vincere la division
- Vincere il Super Bowl

Per la fine del 2005, i primi due obiettivi furono realizzati.

### I nuovi "Monsters of the Midway"
Nel suo primo anno, i Bears ebbero un record di 5–11. Per quanto riguarda il primo obiettivo, Lovie Smith riuscì a battere i rivali, i Green Bay Packers al Lambeau Field. Tuttavia, alla settimana 7, i Bears si trovarono solo un record di 1–5, con la sola vittoria sui Packers. Persero inoltre il quarterback titolare Rex Grossman per tutta la stagione a causa di un infortunio al ginocchio. Da lì si alternarono tre diversi quarterback: Craig Krenzel, Jonathan Quinn e Chad Hutchinson. Dopo una striscia di tre vittorie consecutive tra la settimana 8 e la settimana 10, i Bears riuscirono a battere nella settimana 11 i Tennessee Titans ai tempi supplementari grazie a una safety. Fu la seconda gara della storia della NFL a terminare nei tempi supplementari grazie a una safety. In seguito però Chicago perse sei delle ultime sette sfide.

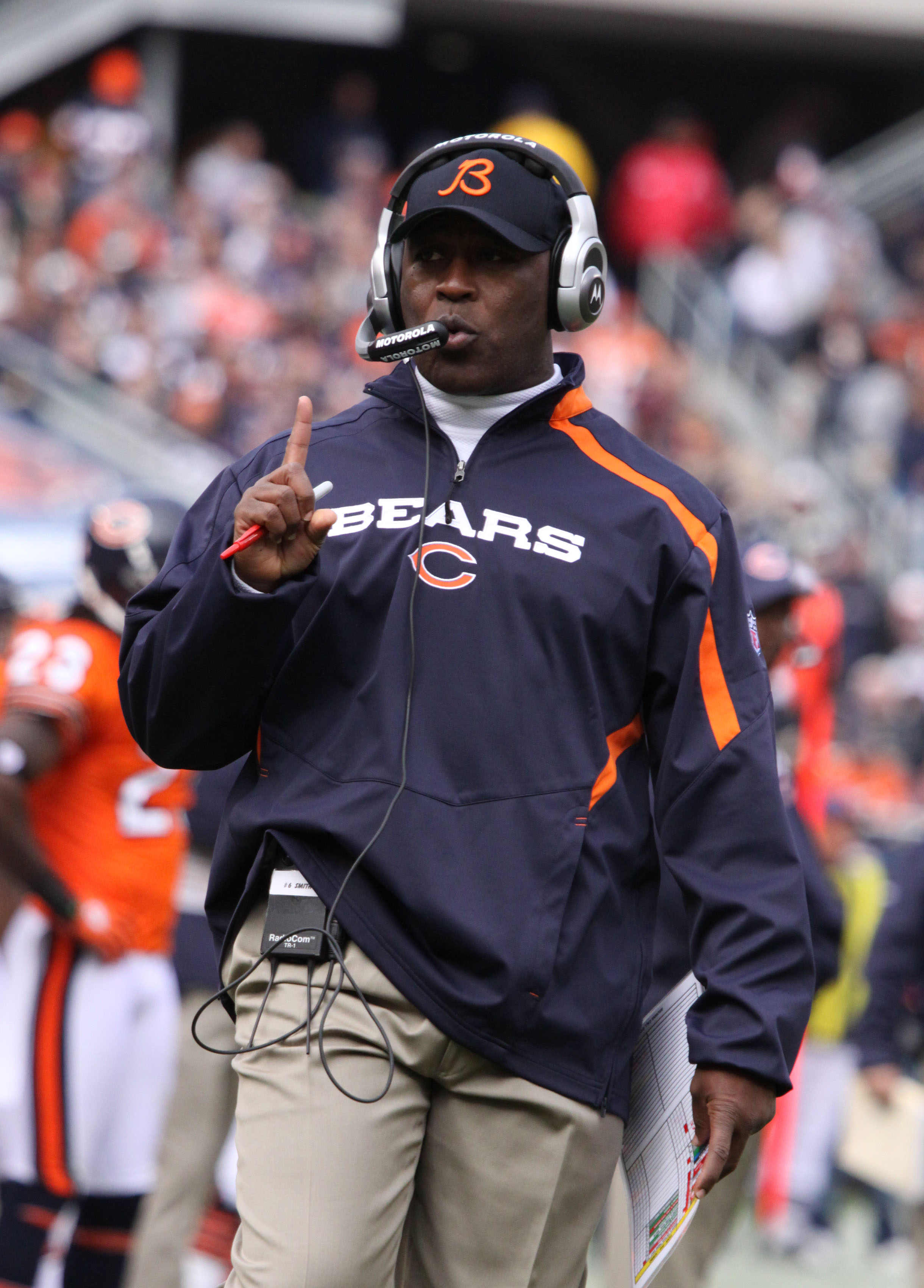
Lovie Smith nel 2005 fu premiato come allenatore dell'anno.

Nel 2005, dopo che Grossman si ruppe una caviglia nella pre-stagione, il rookie Kyle Orton fu nominato titolare, ma la stagione iniziò perdendo tre delle prime quattro gare. Dopo la settimana di pausa, nella settimana 5 la squadra fu sconfitta in un match combattuto da Trent Dilfer e i Cleveland Browns per 20–10.
Chicago però si riprese e vinse otto gare consecutivamente prima di perdere in un pomeriggio nevoso contro i Pittsburgh Steelers (21–9). La squadra vinse due delle ultime quattro gare e nella settimana 15, Smith sostituì Orton col completamente ristabilito Rex Grossman. La domenica successiva, il giorno di Natale, i Bears si aggiudicarono matematicamente la vittoria della division battendo con una prova dominante i Packers. Per la prima volta dal 1991, Chicago batté in entrambi gli incontri stagionali Green Bay. La stagione terminò con un record di 11-5, il secondo della NFC dietro i Seattle Seahawks, e Lovie Smith fu premiato come allenatore dell'anno.
Nel divisional round dei playoff, i Carolina Panthers batterono i Bears per 29–21, concludendo la loro stagione. In quella gara il ricevitore dei Panthers Steve Smith ricevette 12 passaggi per 218 yard e 2 touchdown. L'attacco dei Panthers dominò la difesa di Chicago che era stata una delle migliori della lega quell'anno. I Bears ebbero un'ultima occasione per tentare di raggiungere i tempi supplementari, ma su una situazione di quarto down e uno, un passaggio di Rex Grossman per Muhsin Muhammad si rivelò incompleto quando mancava un minuto al termine della sfida.
I Bears iniziarono la stagione 2006 vincendo le prime sette partite, la loro miglior partenza dal 1988. L'annata iniziò con la squadra che impose il proprio attacco, guidato da un Rex Grossman in salute. Grossman, che era rimasto inattivo per la maggior parte delle sue prime tre stagioni a causa degli infortuni, fu premiato come giocatore offensivo del mese, grazie a un passer rating di 100,9 nelle gare di settembre. In una di quelle, Grossman passò quattro touchdown e terminò con un rating di 148. Anche la difesa si fece trovare pronta, consentendo a Chicago si segnare 221 punti e subirne solo 69 nei primi due mesi del 2006.

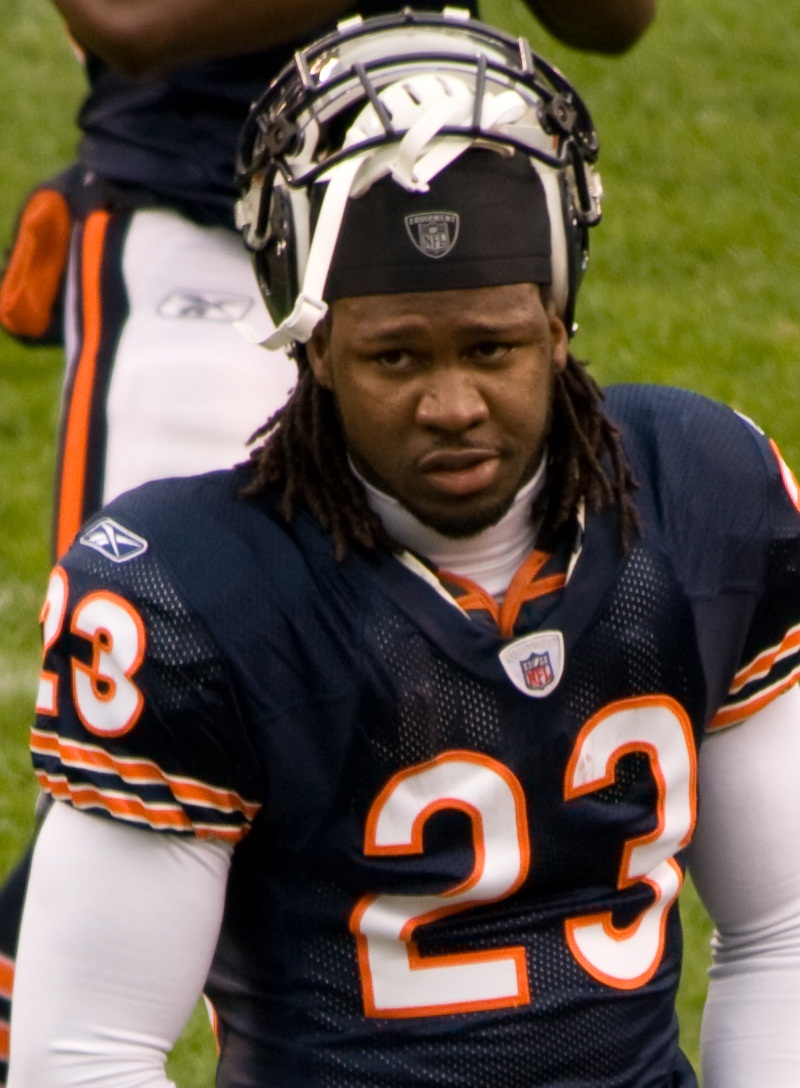
Il kick returner Devin Hester.

Dopo avere battuto i Buffalo Bills 40–7, i Bears si spostarono a Glendale, Arizona, per affrontare i Cardinals, dove Grossman perse sei palloni in quella che stava per diventare una sconfitta. A meno di un minuto dal termine però, la difesa e gli special team riuscirono a recuperare un deficit di 20 punti e a vincere 24–23. Dopo un decisivo 41–10 sui 49ers, segnando tutti i loro punti nel primo tempo (record della finale del 1941 pareggiato), Grossman giocò un'altra sfida con molti palloni persi contro i Miami Dolphins, perdendo per 31–13, il massimo dei punti subiti quell'anno. La squadra si riprese battendo i New York Giants, in cui Devin Hester pareggiò il record di Nathan Vasher per il più lungo ritorno dopo un field goal mancato, e New York Jets, senza subire alcun punto contro questi ultimi.
I Bears si spostarono a Foxboro, Massachusetts, dove Grossman e la difesa dei Patriots faticarono contro i New England Patriots. Malgrado l'aver avuto la possibilità di vincere la partita, Grossman fu intercettato nel finale da Asante Samuel. La settimana successiva, la difesa e lo special team di Chicago fecero da contraltare ad un attacco in difficoltà e batterono i Vikings 23–13. Con quella vittoria si aggiudicarono il secondo titolo di division consecutivo e la qualificazione ai playoff. La squadra si mostrò in forma nelle successive tre gare, inclusa una contro i Rams in cui Devin Hester ritornò due kickoff in touchdowns e un'altra vinta ai supplementari contro i Buccaneers in cui Grossman lanciò oltre 300 yard. La stagione regolare si chiuse in maniera meno positiva, coi Bears che furono sconfitti dai Packers per 26–7 in cui Grossman ebbe un passer rating di zero.

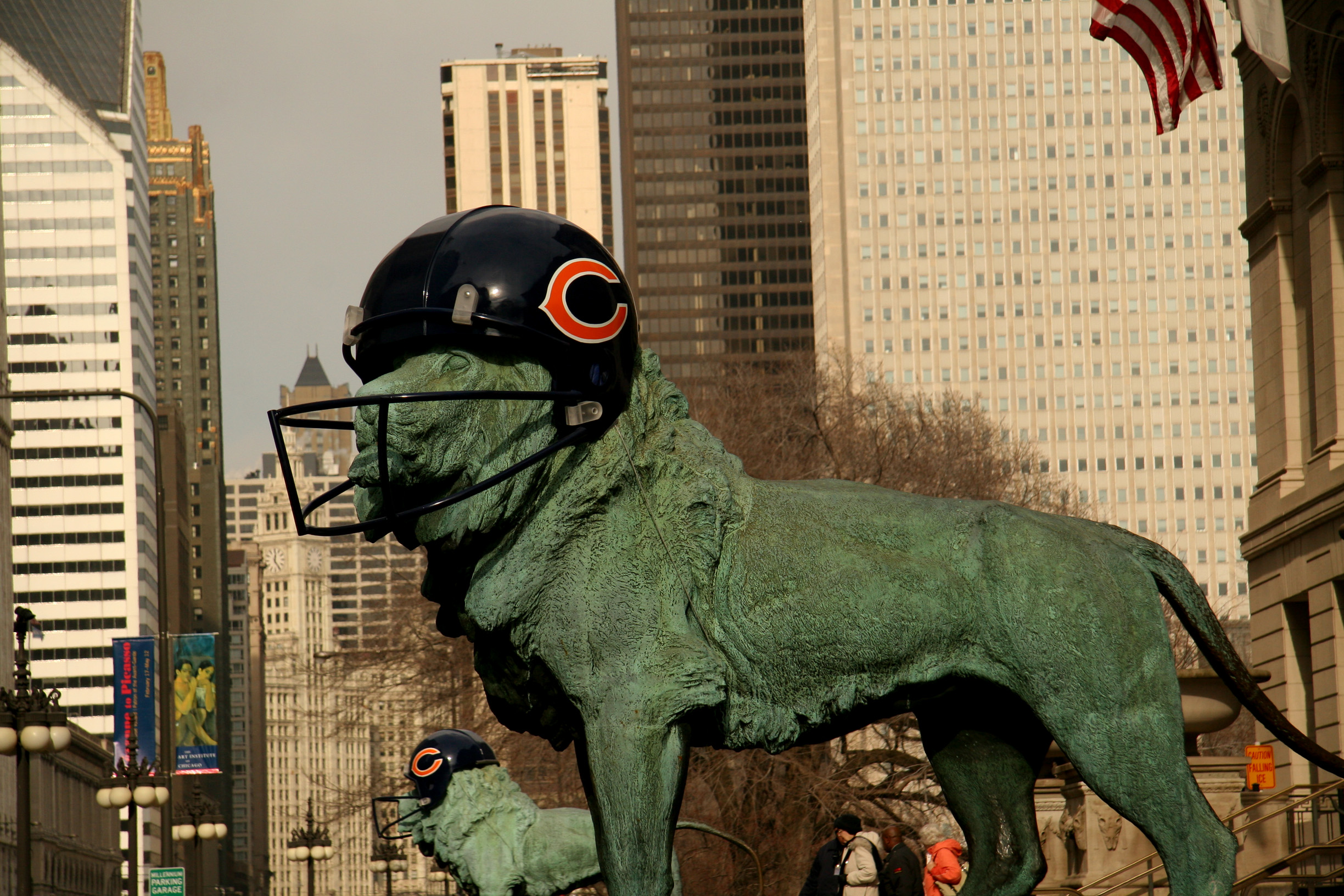
I monumenti di Chicago furono decorati per supportare la squadra verso il Super Bowl XLI.

I media locali iniziarono a criticare Grossman per la sua inconsistenza. Molti tifosi chiesero a Lovie Smith di spostarlo in panchina in favore del veterano Brian Griese. Tuttavia Smith, che aveva supportato Rex nel corso di tutta la stagione, optò per mantenerlo come titolare. I Bears si prepararono ad affrontare per una seconda volta i Seattle Seahawks, i quali potevano contare su uno Shaun Alexander di nuovo in salute. Chicago riuscì ad avere la meglio sui Seahawks solo ai supplementari per 27–24, grazie a un field goal di Robbie Gould. Fu la prima vittoria dei Bears nei playoff dal 1994.
La settimana successiva, i Bears affrontarono i New Orleans Saints nella finale della NFC, la prima volta che gli avversari giunsero così in là nei playoff. La difesa di Chicago limitò l'attacco dei Saints, uno dei migliori quell'anno, mentre i running back Thomas Jones e Cedric Benson trovarono ampio spazio nella difesa di New Orleans, correndo 180 yard e 3 touchdown. I Bears sconfissero i Saints per 39–14. Con questa vittoria si aggiudicarono il George Halas Trophy e il diritto di rappresentare la National Football Conference al Super Bowl XLI contro gli Indianapolis Colts. Lovie Smith fu il primo allenatore afroamericano a portare la sua squadra a qualificarsi per il Super Bowl. Poche ore dopo, fu imitato dal suo mentore ed amico Tony Dungy dei Colts.
I Bears arrivarono al Super Bowl XLI come sfavoriti di sette punti. Nella piovosa partita, i Bears segnarono l'allora più veloce marcatura nella storia del Super Bowl quando Devin Hester ritornò il kickoff di apertura in touchdown. I Colts però si ripresero portandosi in vantaggio all'intervallo. Le speranze di rimonta dei Bears si esaurirono quasi del tutto quando Grossman lanciò un intercetto ritornato dagli avversari in touchdown. Indianapolis finì col vincere la partita per 29–17. Dopo una stagione produttiva, i Bears fecero ritorno a Chicago sperando di ripetere tali successi nell'annata a venire.
Le attese furono deluse e la squadra terminò il 2007 solamente con un record di 7–9. Problemi legali afflissero il defensive tackle Terry "Tank" Johnson durante la primavera, venendo svincolato il 25 giugno. Il coordinatore difensivo Ron Rivera fu anch'egli lasciato partire senza vedersi rinnovato il contratto in scadenza. Dopo una sola vittoria nelle prime quattro gare, Lovie Smith mise in panchina Grossman in favore di Griese. Tuttavia, gli infortuni ridussero il roster all'osso, portando a diverse prestazioni inconsistenti sia in attacco che in difesa. Tra le note positive per i tifosi, i Bears batterono in entrambe le sfide i Packers per la prima volta dal 2005.
Nel 2008, Lovie Smith nominò Kyle Orton quarterback titolare della squadra, che si separò da Cedric Benson, svincolato dopo due arresti per guida in stato di ebbrezza. Il sostituto di Benson come running back fu il rookie Matt Forté, che corse 1.238 yard e ricevette 47 passaggi per altre 438 yard. Nella prima settimana, Chicago si vendicò parzialmente della sconfitta nel Super Bowl XLI battendo i Colts al Lucas Oil Stadium 29–13. Il club tornò ad avere un record positivo (9-7) ma division fu vinta dai Minnesota Vikings e non riuscì a centrare i playoff a causa di una sconfitta per 31–24 contro gli Houston Texans nell'ultimo turno.

### Inizio dell'era Cutler
Prima della stagione 2009, Rex Grossman divenne free agent e lasciò la squadra, firmando con gli Houston Texans. I Bears scambiarono Kyle Orton e una scelta del primo giro con i Denver Broncos per il quarterback Jay Cutler. La stagione non iniziò in maniera così promettente, con Cutler che fu intercettato quattro volte dai Packers nella settimana 1. Tuttavia, la squadra si riprese e vinse le successive tre gare, inclusa una contro gli Steelers campioni in carica. Le cose presero una brutta piega per Chicago dopo la settimana di pausa, quando la squadra fu sconfitta in otto delle successive dieci sfide, compresa una contro i San Francisco 49ers in cui Cutler lanciò un primato personale di 5 intercetti, compreso quello a un minuto dal termine nei pressi della end zone avversaria. Una sconfitta per 31–7 contro i Ravens nella settimana 15 eliminò matematicamente la franchigia dai playoff. Seguirono due vittorie contro Vikings (36–30 ai supplementari) e Lions (37–23) terminando sul 7–9.

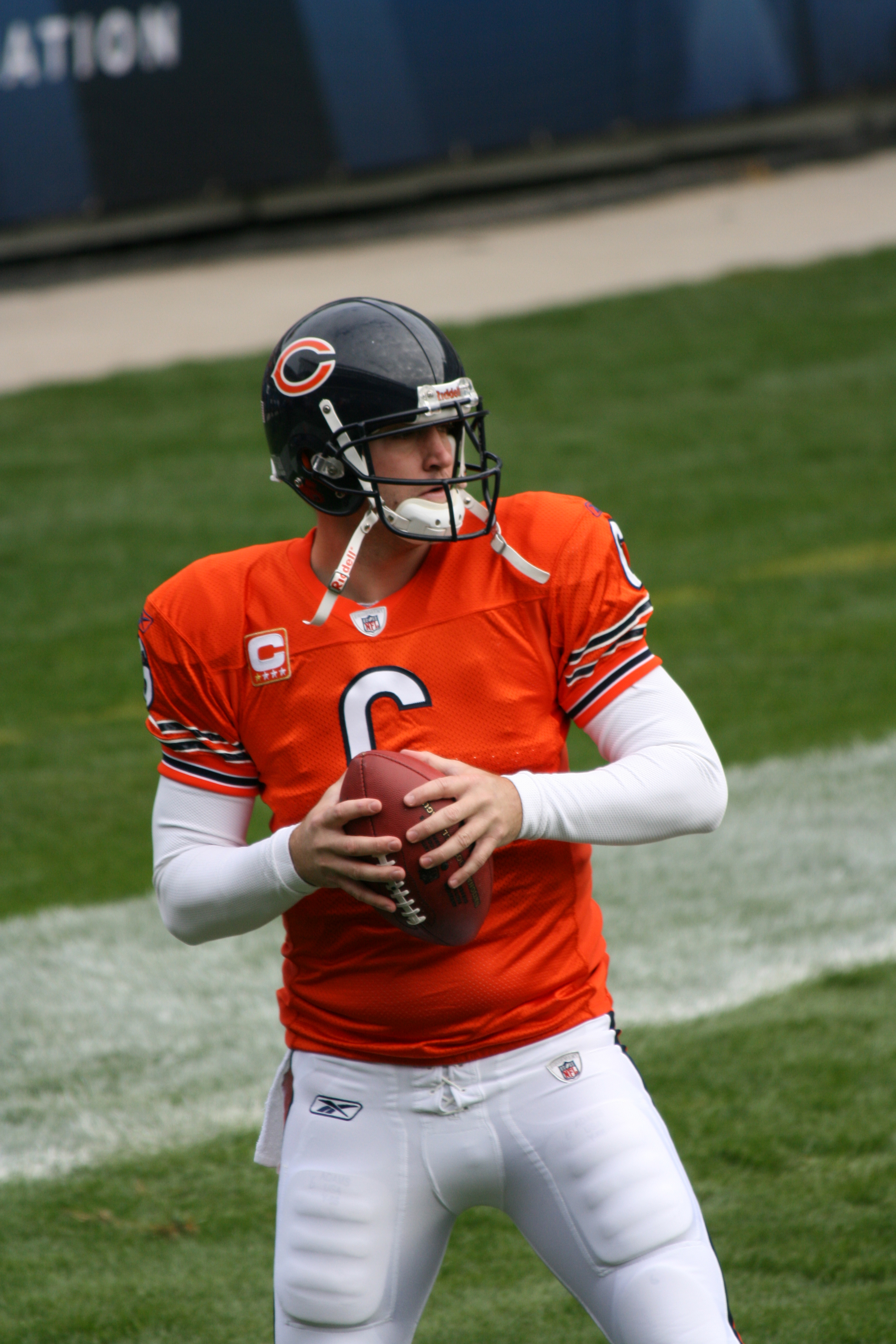
Il quarterback Jay Cutler.

Nella primavera successiva, i Bears firmarono il Pro Bowler Julius Peppers, Chester Taylor e Brandon Manumaleuna. Nella settimana 1, ospitarono i Lions e vinsero per 19–14 dopo una controversa chiamata arbitrale. Nella successiva batterono i Cowboys in trasferta per 27–20. Nel Monday Night Football della settimana 3, Chicago batté in una sfida interna i Packers per 20–17 in una gara segnata dal gran numero di penalità. La prima sconfitta giunse nella settimana 4 in trasferta contro i Giants, in cui Cutler subì diversi sack e una commozione cerebrale. Il veterano Todd Collins lo sostituì come titolare ma si infortunò anch'egli dopo breve. Il terzo quarterback Caleb Hanie scese in campo per il resto della sfida.
I Bears nella settimana seguente batterono i Carolina Panthers ancora a secco di vittorie in trasferta, prima di essere battuti per 23–20 dai Seattle Seahawks. Continue difficoltà tra l'attacco e la linea offensiva portarono a un'altra sconfitta per 17–14 contro i Reskins nella settimana 7. Dopo la settimana di pausa, coordinatore offensivo Mike Martz tentò di rivitalizzare l'attacco della squadra e la cattiva protezione di cui godeva in campo Cutler. Seguì una agevole vittoria per 27–13 su una squadra in difficoltà come i Vikings, prima di un'alta vittoria per 16–0 sui Dolphins a Miami, in cui Chicago divenne la prima squadra della storia a vincere 700 partite.
Nella settimana 12, i Bears ospitarono Philadelphia e vinsero per 31–27, rimanendo imbattuti nelle sfide contro il quarterback Michael Vick (che a fine gara ebbe un record di 0-5 contro di essi). Dopo avere battuto i Lions con altre chiamate arbitrali discutibili, Chicago collassò contro i Patriots perdendo per 36-7 nel mezzo di una bufera di neve. La domenica seguente, il club fu ancora battuto nettamente per 40-14 dai Vikings nell'ultima gara in carriera di Brett Favre.
I Bears dopo le due pesanti sconfitte, tornarono in casa e batterono i Jets 38–34. Nell'ultima gara della stagione regolare, i Bears se la videro in trasferta contro i Packers, coi gialloverdi che necessitavano di una vittoria per centrare i playoff. Smith decise di fare giocare i propri titolari ma fu Green Bay ad avere la meglio, vincendo per 10-3.
Nel corso della stagione regolare, la linea offensiva di Chicago fu una delle peggiori della NFL e la squadra dipese in grossa parte dagli special team (in particolare dai ritorni di punt di Devin Hester) e da un'anziana, ma ancora produttiva, difesa guidata da Julius Peppers e Brian Urlacher.
Anche se il raggiungimento dei playoff da parte dei Bears non fu influenzato dalla sconfitta a Green Bay (erano già sicuri del secondo posto nel tabellone della NFC con un record di 11-5), quella gara si rivelò fatale per non essere riusciti ad impedire ai Packers di raggiungere la post-season.
I Seahawks avevano vinto a sorpresa la propria division malgrado un record di 7–9 ed ancora più clamorosamente avevano battuto i Saints campioni NFL in carica nel primo turno di playoff. Chicago li affrontò così in casa nel divisional round, ma a differenza della settimana 6, in un nebbioso pomeriggio d'inverno, riuscirono ad avere la meglio sugli avversari. Jay Cutler passò due touchdown e con un 35–24 la franchigia tornò a qualificarsi per la finale della NFC.
I Packers nel frattempo avevano battuto gli Eagles e i Falcons e si qualificarono per giocare al Soldier Field contro i Bears, in quello che fu solamente il secondo incontro della storia tra le due franchigie ai playoff (il primo era stato nel 1941). Abbastanza sorprendentemente, Green Bay si portò presto in vantaggio, mentre l'attacco di Chicago faticò. Nel corso del terzo periodo, Jay Cutler fu costretto ad uscire dal match a causa di un infortunio, venendo rilevato da Todd Collins, il quale però fu spostato in panchina dopo soli due minuti di gioco. Caleb Hanie entrò così sul rettangolo di gara e tentò di guidare la squadra alla rimonta, ma gli attacchi furono respinti dalla difesa dei Packers, Un fatale intercetto fu messo a segno dal nose tackle avversario B.J. Raji che lo ritornò in touchdown. Anche se poco dopo, Hanie passò un touchdown da 35 yard, la difesa di Green Bay resistette andando a vincere per 21–14 e qualificandosi per il Super Bowl XLV, poi vinto.

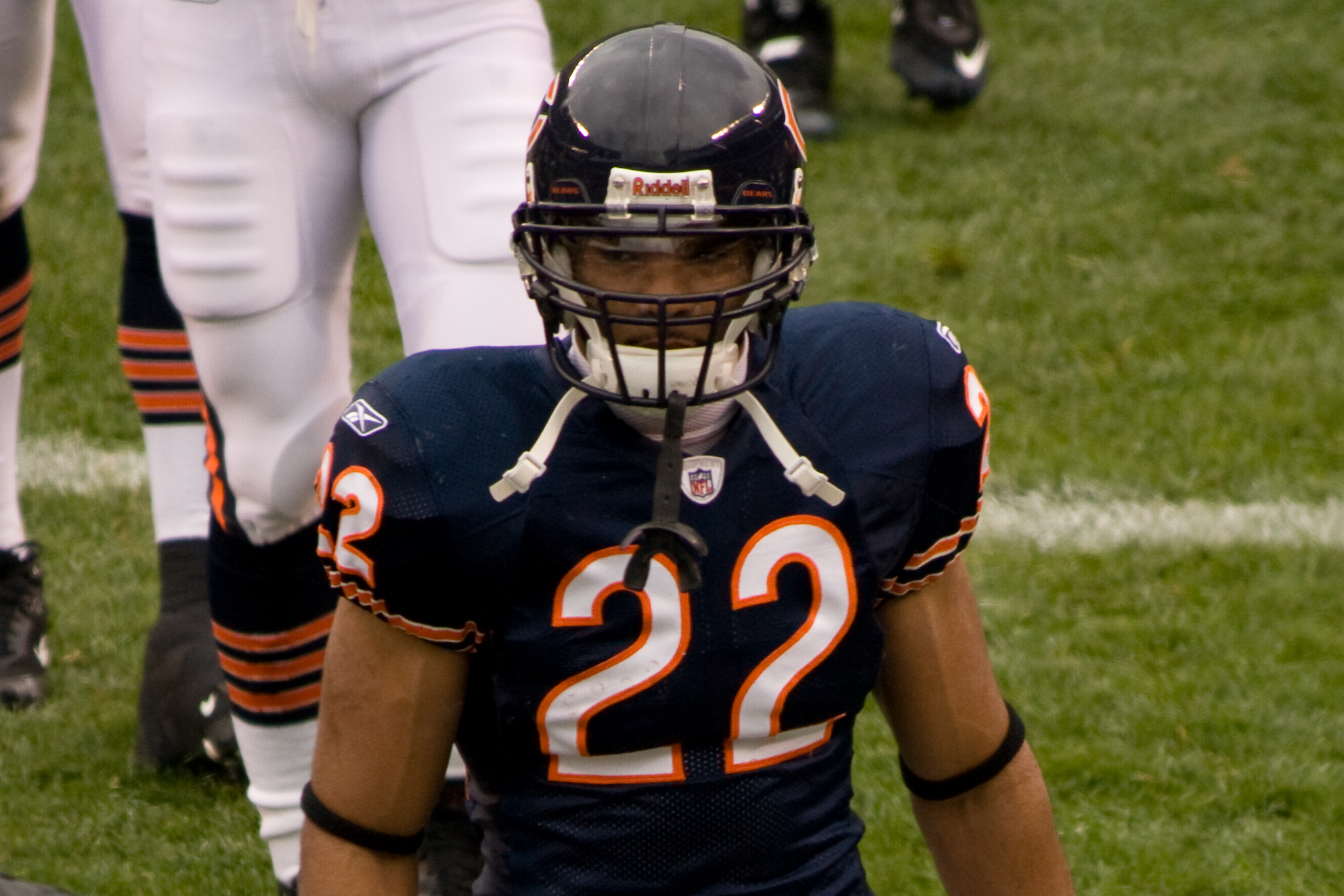
Il running back Matt Forté.

Jay Cutler fu ampiamente criticato per l'ingloriosa fine della stagione dei Bears nella finale della NFC dai tifosi, oltre che da giocatori come Maurice Jones-Drew. Alcuni tifosi giunsero a bruciare le maglie di Cutler. I critici fecero presente che Cutler non aveva dato alcun segno della gravità dell'infortunio. Tuttavia, i Bears e diversi giocatori difesero Cutler, come Aaron Rodgers dei Packers e LeRoy Butler, con Rodgers che definì tali attacchi "irrispettosi" mentre Butler chiamò le critiche "stupide".
Nel 2011, Chicago iniziò con un record di 7-3 con Cutler in cabina di regia ma dopo che questi si infortunò a un pollice, Hanie partì come titolare e la squadra perse cinque partite consecutive sotto la sua direzione. Anche il running back Matt Forté subì una rottura del legamento crociato anteriore mentre stava disputando una grande stagione, guidando la lega in yard totali dalla linea di scrimmage. Il club terminò con un record di 8–8 con Josh McCown come quarterback.

## L'era di Phil Emery (2012-2014)
Nel 2012 il general manager Jerry Angelo fu licenziato dopo undici stagioni con la squadra, venendo sostituito dall'ex osservatore dei Bears Phil Emery. Il coordinatore offensivo Mike Martz si ritirò, venendo sostituito dall'ex allenatore della linea offensiva Mike Tice. La prima mossa di Emery come GM fu di applicare la franchise tag su Matt Forté e di acquisire l'MVP del Pro Bowl Brandon Marshall dai Miami Dolphins, facendolo riunire con Cutler.
Nelle prime sette gare della stagione 2012, i Bears divennero la prima squadra della storia della lega a ritornare sei intercetti in touchdown, cui se ne aggiunse un altro di Brian Urlacher nella settimana 9 che portò la franchigia vicina al record dei San Diego Chargers del 1961. Malgrado l'avere vinto sette delle prime otto partite, i Bears non riuscirono a centrare i playoff. Furono la prima squadra a partire con un bilancio di 7-1 e non centrare la post-season dai Redskins del 1996. Smith fu licenziato malgrado un record di 10-6 e sostituito dall'ex allenatore dei Montreal Alouettes Marc Trestman. Il 20 marzo 2013, Brian Urlacher annunciò il proprio ritiro dopo non essere riuscito a raggiungere un rinnovo contrattuale col club. Si ritirò come leader di tutti i tempi dei Bears per tackle in carriera.

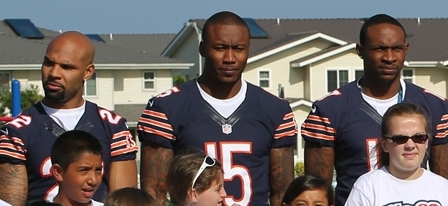
Da sinistra: Matt Forté, Brandon Marshall e Alshon Jeffery, 2014

L'era Trestman iniziò con una vittoria per 24-21 dai Cincinnati Bengals, mentre questi divenne il quarto allenatore della storia della squadra a vincere la sua partita di debutto dopo George Halas (1920), Neill Armstrong (1978) e Dick Jauron (1999). Nella sua prima stagione, Trestman guidò uno dei migliori attacchi della storia della franchigia, concludendo col secondo miglior attacco della lega con 445 punti e stabilendo i record della squadra per yard totali (6.109), yard passate (4.450), touchown passati (32) e primi down guadagnati (344). La difesa invece dal canto suo, fu una delle peggiori della storia di Chicago, con i massimi storici per yard concesse (6.313), yard su corsa concesse (2.583) e punti subiti, mentre la difesa sulle corse fu la peggiore della lega. Cutler fu spesso infortunato ma il suo sostituto Josh McCown giocò la miglior annata della carriera, passando tredici touchdown a fronte di due soli intercetti. Ancora in corsa per un posto nei playoff nell'ultima gara dell'anno in una debole NFC North, Chicago fu battuta da Green Bay e terminò con un record di 8-8.
Il 2 gennaio 2014, Emery annunciò la firma di un nuovo contratto di sette anni del valore di 54 milioni di dollari di Cutler coi Bears, fino al 2020. La squadra però faticò nuovamente, terminando con un bilancio di 5-11 e a fine anno sia Emery che Trestman furono licenziati.

## L'era di Ryan Pace (2015-presente)

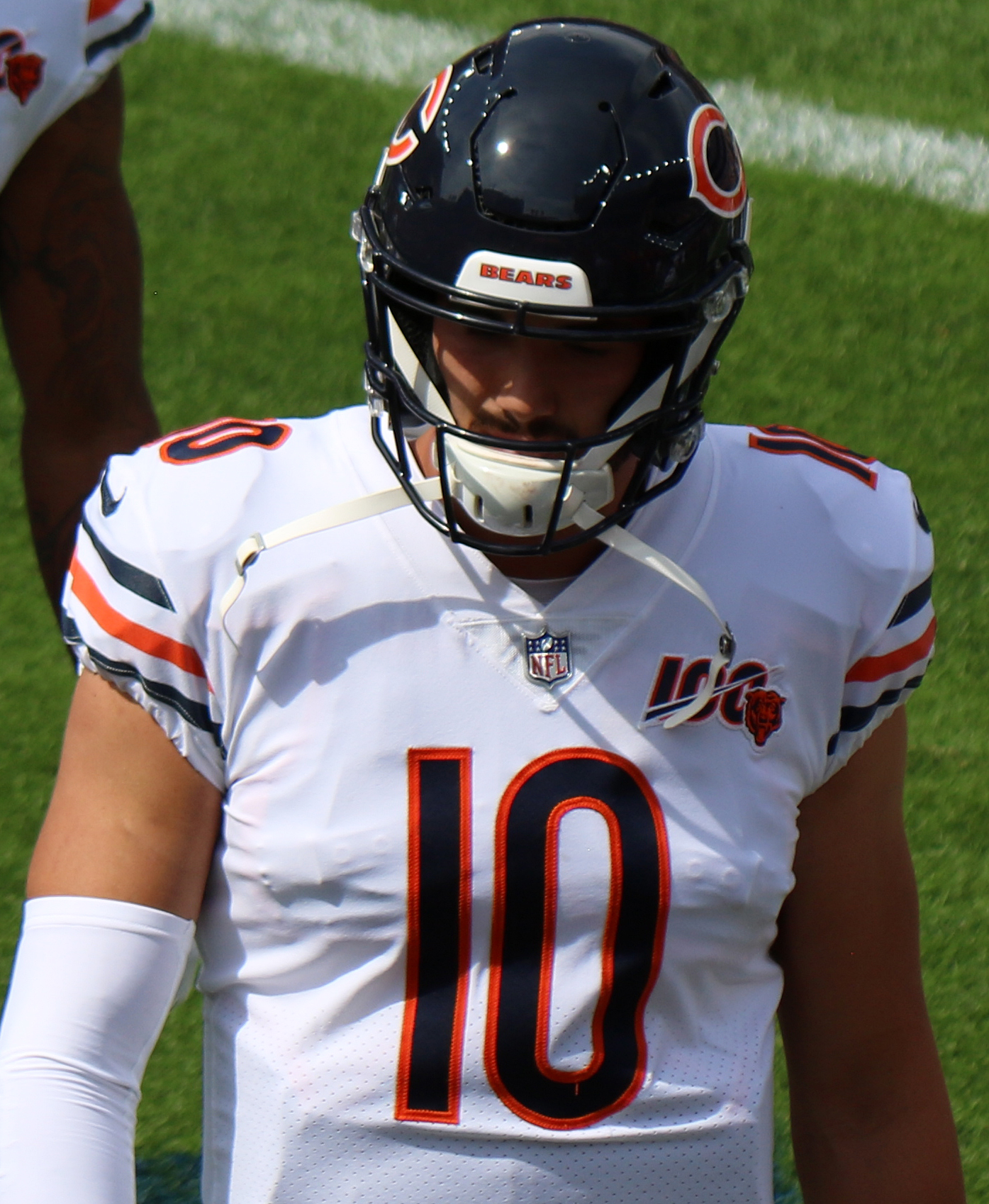
La seconda scelta assoluta del Draft 2017 Mitchell Trubisky

L'8 gennaio 2015, i Bears assunsero il direttore del personale dei giocatori dei New Orleans Saints Ryan Pace come general manager. Otto giorni dopo annunciarono John Fox come nuovo capo-allenatore. Nella sua prima stagione con la squadra, i Bears videro qualche miglioramento rispetto all'annata precedente, terminando con un record di 6–10, inclusa una vittoria il Giorno del Ringraziamento contro i Packers al Lambeau Field.
Nel 2016 Chicago regredì pesantemente, terminando con un bilancio di 3-13, il peggiore dell'ampliamento del calendario a 16 gare del 1978. La stagione vide gli infortuni di diversi titolari e anche delle loro riserve, incluso Jay Cutler, che disputò solamente cinque partite, prima di chiudere l'annata a causa di due diversi problemi fisici. Il quarterback di riserva Brian Hoyer disputò le successive tre partite, prima di fratturarsi un braccio, venendo sostituito da Matt Barkley nelle ultime sei gare.
Il 9 marzo 2017, i Bears chiusero l'era Cutler svincolandolo dopo otto stagioni. Nel Draft NFL 2017 la squadra selezionò come secondo assoluto il quarterback Mitchell Trubisky, che inizialmente fu la riserva del nuovo arrivo Mike Glennon per le prime quattro partite, prima di divenire il titolare. Il club terminò la stagione con un record di 5–11, all'ultimo posto della NFC North. Il 1º gennaio 2018, Fox fu licenziato, concludendo il suo periodo con Chicago con un record di 14–34. Una settimana dopo fu assunto l'ex coordinatore offensivo dei Kansas City Chiefs Matt Nagy come 16º allenatore della storia dei Bears.
Il 2 settembre 2018, i Bears scambiarono con gli Oakland Raiders due scelte del primo giro per lo scontento difensore Khalil Mack. Quell'anno la squadra fece ritorno ai playoff per la prima volta dal 2010, vincendo la NFC North. La stagione si concluse però già nel primo turno di playoff contro i Philadelphia Eagles dopo che il kicker Cody Parkey si bloccare il potenziale field goal della vittoria, con il pallone che sbatté per due volte tra i pali. Il giocatore fu svincolato poco dopo ed Eddy Piñeiro fu scelto come suo sostituto.
La stagione 2019 si aprì con alte aspettative per i Bears, con alcuni analisti che pronosticarono una loro presenza al Super Bowl. Tuttavia la stagione si rivelò mediocre, terminando con un record di 8-8. Mentre la difesa fu una delle migliori della lega, l'attacco faticò per tutta l'annata. Il club iniziò con un record di 3-1 ma perse otto delle successive dodici gare, la maggior parte per un touchdown o meno, mancando i playoff per l'ottava volta in nove anni.